# Pays basque
Pour les articles homonymes, voir Basque et Pays basque (locution).
Ne doit pas être confondu avec Pays basque (communauté autonome), Pays-Bas ou Pays baltes.

Communes colorées selon leur population.

Le Pays basque (en basque : Euskal Herria ; en espagnol : País Vasco), soit le pays de la langue basque (l'euskara), est un territoire de traditions, de cultures et d'histoire basque, terre traditionnelle du peuple autochtone des Basques dont la langue basque est actuellement parlée par 28,4 % de la population et comprise par 44,8 %,. Appelé au Moyen Âge Vasconie et très probablement Cantabrie à l’époque romaine, il s'étend de l'Èbre à l'Adour, sur deux pays, l'Espagne principalement et la France, à cheval sur l'extrémité occidentale de la chaîne des Pyrénées, et est baigné par le golfe de Gascogne.
Il est difficile de préciser avec exactitude les contours d'Euskal Herria dont les frontières administratives ne coïncident pas toujours avec les frontières ethniques et culturelles. Selon l'Académie de la langue basque, il s'agit des territoires de langue basque nommés en 1643 par l'écrivain Axular dans l'avant-propos de son livre Gero,, à savoir les sept provinces basques traditionnelles (Zazpiak Bat) : le Labourd (Lapurdi), la Soule (Xiberoa), la Basse-Navarre (Baxe-Nafarroa), la Navarre (Nafarroa), la Biscaye (Bizkaia), l'Alava (Araba) et le Guipuscoa (Gipuzkoa).
Sur la base de cette définition, le Pays basque recouvre actuellement 20 500 km2 et compte trois millions d'habitants, répartis en trois entités politiques distinctes : deux communautés autonomes espagnoles que sont la communauté autonome du Pays basque (dont les trois provinces, Alava, Guipuscoa et Biscaye, représentent 35 % du territoire et 70 % de la population totale) et la Navarre (plus de 50 % du territoire et 20 % de la population totale) qui forment le sud du pays basque ainsi qu'une portion du département français des Pyrénées-Atlantiques : le Pays basque français (le Labourd, la Basse-Navarre et la Soule représentent 15 % du territoire et 10 % de la population), représenté par la communauté d'agglomération du Pays Basque depuis janvier 2017.

## Étymologie
C'est à l'unité linguistique d'une grande partie de ses habitants que l'ensemble doit son nom. En basque, le nom du pays est aussi étroitement lié à celui de sa langue. Pays basque se traduit par Euskal Herria (Pays basque) = Euskararen Herria (le pays de la langue basque), et Basque par euskaldun = Euskara duena (celui qui possède la langue basque). Très peu de peuples se désignent et désignent leur pays par la connaissance de leur langue. Quant au mot Euskadi, initialement orthographié « Euzkadi » et inventé par le père du nationalisme basque, Sabino Arana, au XIXe siècle, il désigne la patrie basque. Les deux termes ont donc une portée différente. « Euskal Herria » est une notion plus géographique et culturelle, alors que « Euskadi » est une notion politique : elle désigne la nation basque. À l'heure actuelle, Euskadi est le nom basque de la Communauté autonome du Pays basque formée par les 3 provinces : l'Alava, la Biscaye et le Guipuscoa (Araba, Bizkaia et Gipuzkoa en basque ; cf. infra).

### Orthographe basque pour les territoires du Pays basque espagnol.
En février 2011, la séance plénière du Congrès des députés d'Espagne a changé la toponymie officielle des trois territoires de la Communauté autonome basque, qui sont désormais écrits de la façon suivante : Araba, Bizkaia, Gipuzkoa.

## Histoire et réceptions de la notion de Pays basque

### Des terres peuplées de Basques au territoire basque
Longtemps le royaume de Navarre fut l'expression la plus aboutie de la souveraineté du peuple basque. À la suite de la disparition forcée de ce royaume au XVIe siècle la notion ethno-culturelle « Pays basque » a fini par prendre le dessus sur le concept politique « royaume de Navarre »[réf. nécessaire]. L'expression « Terre des Basques » apparaît très précocement dans les textes en français, ainsi la lit-on déjà dans les « Chroniques » de Jean Froissart écrites dans la deuxième moitié du XIVe siècle. Jusqu'au XVIIIe siècle, l'expression « Pays des Basques » est utilisée pour désigner des espaces d'étendue variable peuplés de Basques.

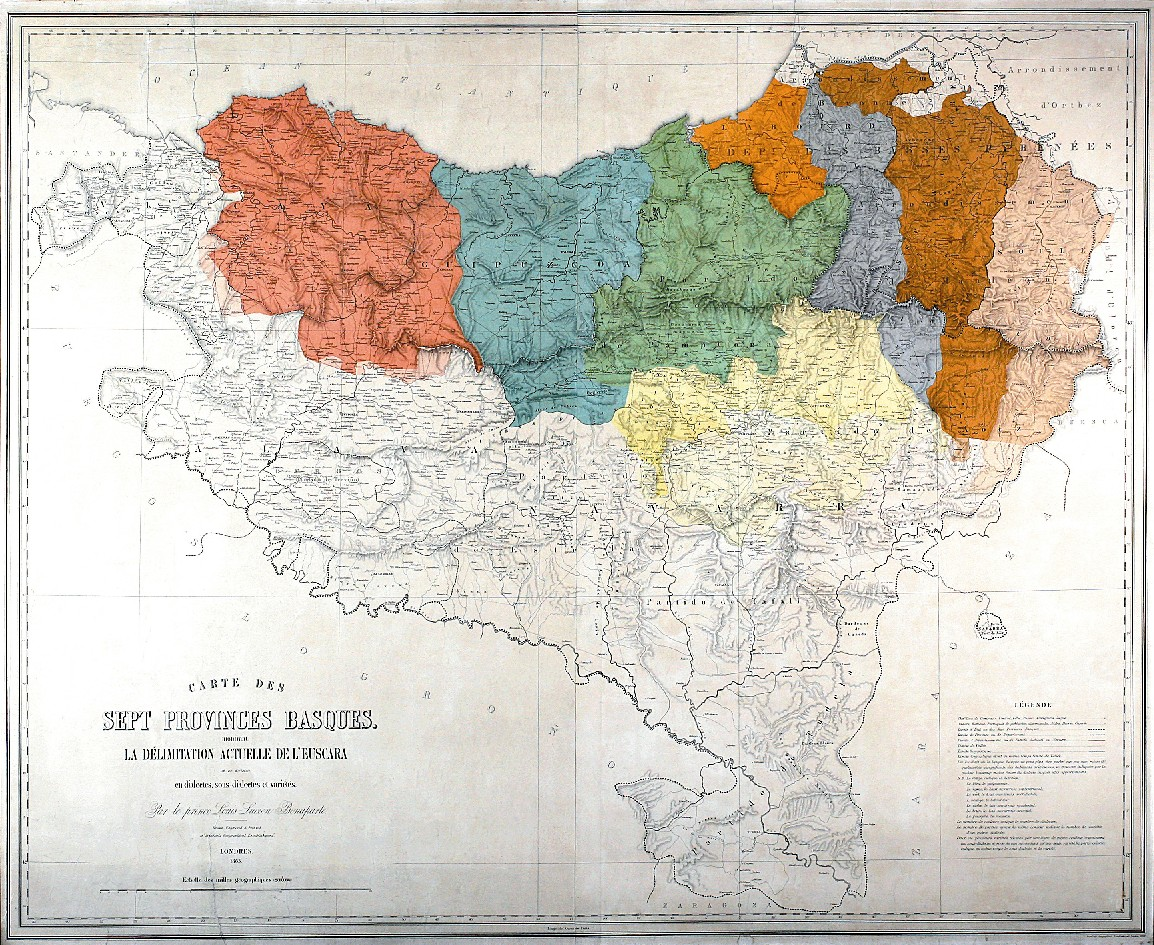
La carte linguistique des « sept provinces basques » de Louis Lucien Bonaparte en 1869.

En basque, la formule Euskal Herria est attestée à partir du XVIe siècle (chez Joanes Leizarraga en 1571). Comme pour les formes françaises, on désigne ainsi les régions peuplées de Basques. En 1643, le traité de religion Gero de Pedro de Axular, en langue basque, est le premier document connu qui décrit territorialement ce « Pays basque » en fournissant l'énumération des sept provinces qui le composent.
Une telle description géographique demeure isolée. On note une nouvelle énumération des sept provinces (désignées comme « pays particuliers ») constituant un Pays basque, cette fois en français sous la plume du chevalier de Béla dans son Histoire des Basques rédigée entre 1761 et 1766.
Au XIXe siècle, l'expression « Pays basque » est désormais d'usage courant en français, encore que son sens varie selon le contexte : région de langue basque, territoire des sept provinces ou territoire des trois provinces basques de France. Pendant cette même période País Vasco reste rare en espagnol : les terres peuplées de Basques sont désignées comme Vascongadas, comme País Vasco- Navarro, País euskaro, par l'expression basque Euskal Herría intégrée à la langue espagnole (sous des orthographes variées : Euskal-Erria, escualherria…), ou tout simplement comme Señorío de Vizcaya.
Ainsi dans la deuxième moitié du XIXe siècle, sous des appellations assez variées, le territoire composé des sept « provinces » traditionnelles est devenu un cadre conceptuel d'usage courant, bien au-delà des cercles nationalistes selon l'Académie de la langue basque. À titre d'exemple, on peut mentionner la carte des dialectes basques dressée en 1869 par Louis Lucien Bonaparte qui est intitulée : « Carte des sept provinces basques ».
Il est a noter que les basques mexicains composent l'un des groupes européens les plus importants et les plus nombreux au Mexique. Ils sont en général originaires de Navarre, d'Euskadi ou d'Iparralde. C'est l'une des plus grandes diasporas basques au monde.

### Variantes

#### Les «sept provinces» comme projet national
Avec la montée en puissance du nationalisme basque, Sabino Arana invente un nouveau mot à la fin du XIXe siècle : Euzkadi, la « patrie basque ». Désignant le même territoire que le « Pays basque », il fait plus que décrire la délimitation d'une région culturelle et sous-tend un projet politique pour ce territoire. Un autre terme basque, Zazpiak Bat (« les sept font un ») va fournir encore une autre façon, plus lyrique, de se référer à ce projet politique.

#### D'autres contours pour le pays des Basques
On pourrait aussi définir le Pays basque à partir d'un critère purement linguistique, et en retirer notamment le sud de l'Alava et de la Navarre. Ce point de vue est courant voire majoritaire au XIXe siècle ; ainsi à partir de cette définition la Grande Encyclopédie de Berthelot peut-elle écrire au XIXe siècle que « ni Bayonne, ni Pampelune, ni Bilbao ne sont basques ». On retrouve encore ce mode de définition tardivement au XXe siècle comme dans Le Pays basque de Georges Viers, publié en 1969. Cette conception s'est toutefois essoufflée et n'est pratiquement plus défendue de nos jours, où l'identité basque est conçue comme transcendant largement la seule identité linguistique.
Plus anecdotique est le projet ultra-nationaliste de Federico Krutwig pour qui le Pays basque doit être une « grande Vasconie » incluant toutes les terres qui auraient été basques un jour : Gascogne, région de Jaca, la Rioja et la Bureba. C'est ce qu'on dénomme en basque Orok Bat, qui signifie « Toutes unies ».

### Oppositions

#### Côté français
La validité du concept de « Pays basque » transnational, au sein duquel s'intègre le Pays basque français, ne pose guère question du côté nord de la frontière. L'inclusion dans le territoire du Pays basque de zones où la langue populaire était le gascon (surtout Bayonne) a pu être une question polémique jusqu'au-delà du milieu du XXe siècle : en 1922 le choix du nom à donner au « Musée basque et de la tradition bayonnaise » est l'objet de « vives discussions » avant d'aboutir à un « compromis », et en 1986 encore, Manex Goyhenetche juge nécessaire, dans son guide historique de Bayonne, de consacrer trois pages véhémentes à affirmer la basquitude de la ville contre « certains auteurs » selon lui « non dépourvus parfois de sentiments anti-basques ». Mais avec le temps, les représentations collectives évoluent et, comme le note Gisèle Carrière-Prignitz, même la rive droite de l'Adour, à Boucau et Saint-Esprit, est aujourd'hui « intégrée » au Pays basque ; les voix regrettant cet état de fait semblent en ce début de XXIe siècle être peu audibles, même si Barbara Loyer estime que « cette représentation de l’identité basque de l’agglomération fâche ou inquiète une partie de la population ».

#### Côté espagnol: la question navarraise
En revanche une partie significative de l'opinion publique espagnole et particulièrement navarraise refuse d'admettre la pertinence de ce concept de « Pays basque ». Le chef de l'opposition espagnole, Mariano Rajoy va jusqu'à déclarer, en avril 2006 : « La Navarre est la Navarre depuis des siècles, Euskal Herria n'existe pas ».
La Navarre, dont la partie sud n'est plus bascophone, est l'objet d'un sentiment d'identité régionale particulièrement marqué — à tel point qu'on parle de navarrisme. Son articulation avec l'identité basque n'est pas simple et surtout pas univoque, si bien qu'on peut parler aujourd'hui de navarrismes au pluriel : un navarrisme qualifié d'« espagnoliste » par ses adversaires – qui revendique son ancrage à l'Espagne et se construit en s'opposant aux revendications basquisantes – qui s'oppose à un navarrisme basquiste – qui voit dans le projet politique national basque le cadre le plus approprié pour l'épanouissement de l'identité navarraise.
Cette dualité de conceptions de l'identité navarraise se manifeste dans le sentiment populaire vis-à-vis du concept d'« Euskal Herria », et cette idée d'un grand Pays basque incluant leur province semble rejetée par environ la moitié de la population. On a pu utiliser l'expression d'« Ulster basque » pour décrire l'écartèlement de l'opinion publique navarraise.
Pierre Letamendia fait remarquer que cette situation n'était pas une fatalité historique : rapprochant la Navarre de l'Alava, il souligne la grande similitude culturelle entre les deux provinces, toutes deux non bascophones au sud, toutes deux marquées par le carlisme et très conservatrices au moment de la guerre civile, toutes deux rurales s'industrialisant seulement au milieu du XXe siècle. Il isole des différences fortuites : l'Alava a adhéré au statut de 1936, la Navarre a un passé de royaume, mais considère aussi comme essentiel le rôle de la presse locale et notamment du Heraldo de Navarra dans la construction d'une identité navarraise en opposition à l'identité basque.

### Analyses
La conception extensive du territoire basque qui est l'objet de cet article n'est pas dépourvue de cohérence : ainsi délimité, le Pays basque est simplement la réunion des sept provinces qui contiennent des locuteurs du basque. Pour Barbara Loyer, la formation sociale du territoire va de pair avec l'évolution de l'identité basque. Dans un premier temps essentiellement linguistique, elle est alors « une représentation ethnique avant d'être politique » ; lorsque le nationalisme basque se développe, l'existence d'institutions provinciales similaires dans les sept provinces constitue un élément d'unité particulièrement structurant pour la nouvelle idéologie, et cette focalisation sur les anciennes libertés et les fueros conforte l'installation de l'identité nationale basque dans la grille préexistante des limites provinciales. Béatrice Leroy, en posant les difficultés de l'écriture d'une histoire dans ce cadre préétabli, accepte l'exercice en rattachant la territorialité basque aux « normes de la géopolitique du XIXe siècle ».
Les auteurs proches du nationalisme basque posent souvent le concept d'« Euskal Herria » comme une donnée, sans discussion de sa validité — même dans des présentations relativement longues de son territoire ou discussions de l'identité basque. La question n'est toutefois pas systématiquement éludée par les nationalistes basques : ainsi Manex Goyhenetche, qui est d'abord un historien, en fait l'ouverture de son Histoire générale du Pays basque sous le titre provocateur « Le Pays basque existe-t-il ? ». Il conclut à une communauté de destin des habitants du territoire, qui malgré leur grande diversité « sont définis par un ensemble de caractères relativement stables susceptibles de conférer une personnalité collective, voire une identité collective ». Plus récemment, Jean-Louis Davant juge qu'il convient de « débattre du principe de la territorialité » puis défend le cadre des sept provinces comme « le plus cohérent » pour représenter le territoire basque.
La pensée de Pierre Letamendia est nuancée : pour lui « Ce n'est que par convention et par construction sociale et politique qu'on peut identifier le Pays basque et les sept provinces historiques traditionnelles. Ces dernières ont incontestablement un enracinement historique et politique. Mais celui-ci n'est pas fondé exclusivement ou même principalement sur un substrat culturel basque ». Il admet par ailleurs qu'« il est certain qu'une réelle parenté culturelle rassemble, ou plutôt a rassemblé l'ensemble des Basques. »

### La territorialité: enjeux contemporains
La géopolitologue Barbara Loyer, foncièrement hostile aux nationalismes régionaux, propose une peinture très critique des enjeux territoriaux de la construction de l'identité. Pour elle « plus on prend en considération des ensembles spatiaux vastes, plus on néglige les diversités locales au profit des représentations ». Dressant un tableau très pessimiste des conséquences des revendications nationales et notamment linguistiques, elle fournit une lecture conflictuelle des inscriptions territoriales ; dans le cas spécifique de la Navarre, elle voit dans le projet national basque une volonté de « faire coïncider par une relation d’appartenance historique une langue et un territoire, sans tenir compte des locuteurs qui y viennent ou qui s’en vont ». Pour elle, « rien n’est moins naturel qu’un territoire » : derrière le choix d'une représentation territoriale, il y a des enjeux géopolitiques en termes de pouvoir.
Des auteurs plus ouverts au nationalisme basque sont beaucoup plus optimistes et voient au contraire dans la montée en puissance de la territorialisation de l'identité basque une chance. Interviewé dans Lema, mensuel du parti nationaliste basque, Jean-Philippe Larramendy déclare « J'aime cette idée qu'il suffit d'habiter au Pays basque pour devenir basque ». Une analyse de Thomas Pierre décrit l'évolution de la pensée nationaliste qui, bâtissant depuis les dernières années du XXe siècle une nouvelle « identité territoriale », redéfinit ce que signifie être basque. S'éloignant de la conception linguistique inadéquate et de la conception ethnique qui a longtemps imprégné le mouvement national basque, elle se débarrasse ainsi d'une catégorie de pensée peu rigoureuse. Il est d'ailleurs selon Thomas Pierre intéressant de relever qu'au même moment ce sont les opposants à l'institutionnalisation de la culture basque qui, tout en dénonçant chez leurs adversaires des dérives ethnicistes fantasmées, sont paradoxalement ceux qui continuent à raisonner dans des cadres ethniques périmés.

## Géographie

### Extension du territoire
| \| Localisation du Pays basque en Europe \| ESPAGNE FRANCE Océan Atlantique Table des Trois Rois Aitxuri Artzamendi Gorbeia Okabe Orhi Mauléon Saint-Jean-Pied-de-Port Saint-Sébastien Pampelune Bilbao Vitoria-Gasteiz Bayonne |
| Localisation du Pays basque en Europe |

Les sept provinces du Pays basque

Traditionnellement, le Pays basque est décrit comme formé par la réunion de sept provinces, ou territoires historiques. Quatre au sud des Pyrénées forment le pays basque espagnol (ou Pays basque sud) (Hegoalde) et trois au nord forment le pays basque français (ou Pays basque nord) (Iparralde).
Avec une précision au km² près, chaque source ou presque fournit une valeur différente de la superficie du territoire. Cela peut s'expliquer d'une part par l'indétermination des frontières exactes du pays basque français et d'autre part par le choix d'inclure ou non l'enclave de Treviño dans le calcul : on lit ainsi 20 551 km2 dans Nationalismes au Pays basque ; 20 587 km2 dans Nosostros Los Vascos, 20 657 km2 dans l'article (en espagnol) Geografia de l'encyclopédie Auñamendi, 20 664 km2 dans Euskal Herria - Un pueblo, 20 725 km2 dans Notre terre basque.

#### Au sud

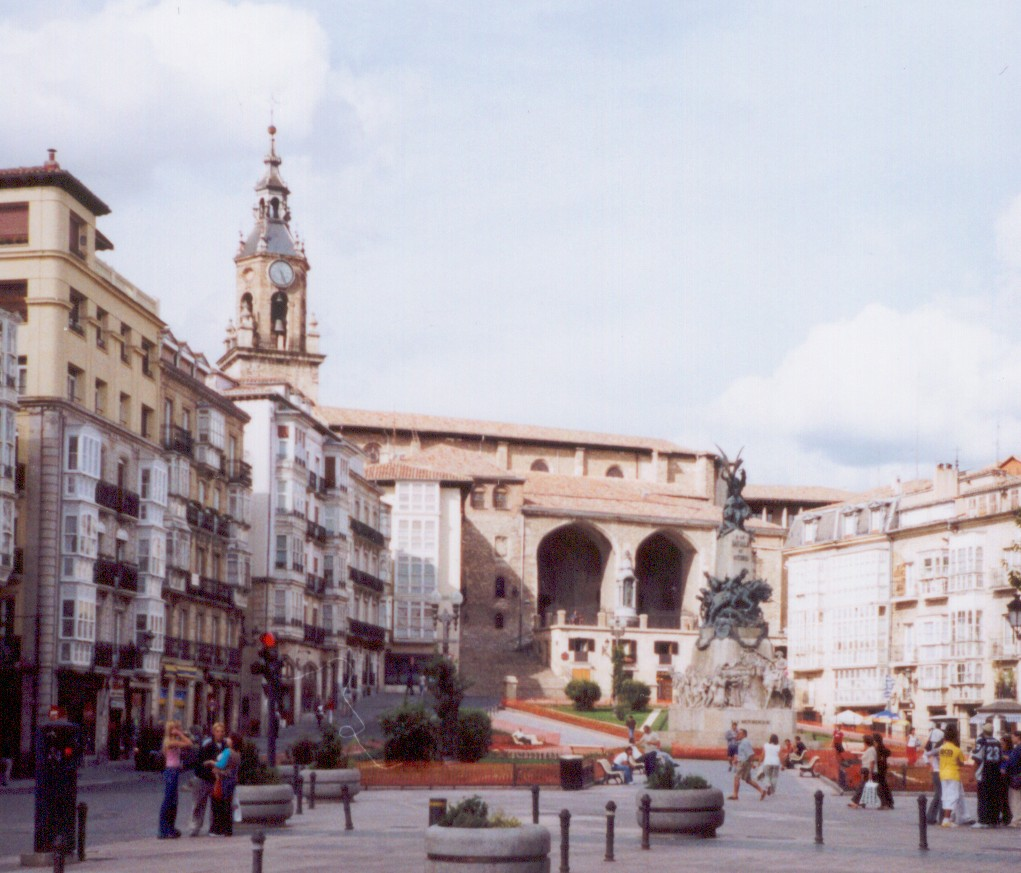
Andre Maria Zuriaren plaza à Vitoria-Gasteiz.

Le Pays basque sud (Hegoalde), c'est-à-dire sa partie située en Espagne est formé de deux communautés autonomes :
- La Communauté autonome basque (País Vasco en espagnol, Euskadi en basque) (7 234 km2)[45]. Elle est composée de trois provinces, qui portent l'appellation spécifique de « territoires historiques » :
  - l'Alava (Álava en espagnol, Araba en basque), dont la capitale est Vitoria-Gasteiz. Vitoria est aussi capitale de la communauté autonome basque.
  - la Biscaye (Vizcaya en espagnol, Bizkaia en basque), dont la capitale est Bilbao.
  - le Guipuscoa (Guipúzcoa en espagnol, Gipuzkoa en basque), dont la capitale est Saint-Sébastien.

Pour certaines sources, deux enclaves à l'intérieur de la communauté autonome basque font également partie du Pays basque : l'enclave de Treviño, enclave de la province de Burgos au sein de l'Alava (280 km2) et Valle de Villaverde (20 km2), enclave de la Cantabrie en Biscaye.
- La Navarre (Navarra en espagnol, Nafarroa en basque), dont la capitale est Pampelune (10 391 km²)[45] est une communauté autonome réduite à une province, qui porte l'appellation spécifique de « Communauté forale » en référence aux fors de Navarre. Comme détaillé plus haut, une partie significative de l'opinion publique navarraise n'accepte pas l'inclusion de la province dans le grand Pays basque qui est l'objet de cet article.

#### Au nord

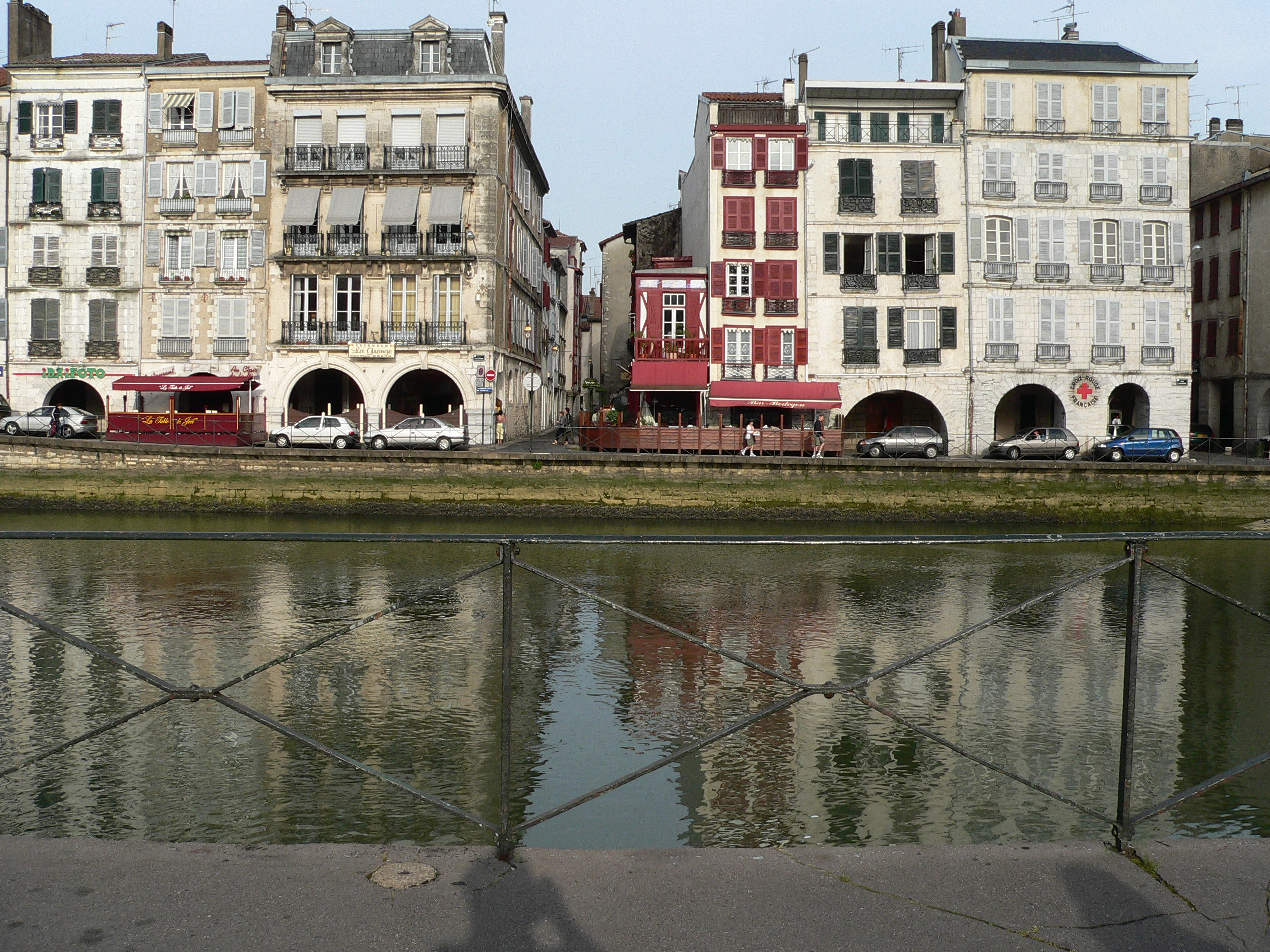
Bayonne, centre économique du Pays basque français.

Le Pays basque nord (Iparralde en basque), c'est-à-dire la partie du Pays basque située en France, couvre la partie occidentale du département des Pyrénées-Atlantiques. Pour les sources récentes, il est composé de l'arrondissement de Bayonne et des cantons de Mauléon-Licharre et Tardets-Sorholus, les sources divergeant pour inclure ou exclure la commune d'Esquiule. Si on accepte ces conventions, la superficie du Pays basque français (y compris les 29 km2 d'Esquiule) est de 2 995 km2.
Le Pays basque, dont les frontières ont été définies par la loi Pasqua en 1997, compte 158 communes. Délimitées par les Landes, le golfe de Gascogne, les Pyrénées et la Bidassoa.
Traditionnellement, le Pays basque français est divisé en trois provinces :
- le Labourd (Lapurdi en basque), dont la capitale est Bayonne
- la Basse-Navarre (Nafarroa-Beherea en basque), dont la capitale est Saint-Jean-Pied-de-Port
- la Soule (Xiberoa en dialecte souletin, Zuberoa en basque unifié), dont la capitale est Mauléon-Licharre.

Une présentation aussi sommaire est peu cohérente avec l'appartenance au Pays basque de communes du Bas-Adour difficilement rattachables aux anciens territoires des provinces, qui est généralement admise de nos jours ; il est sans doute plus exact de suivre Jean Goyhenetche dans sa description du Pays basque septentrional comme formé de « cinq entités administratives : les deux provinces traditionnelles de Soule et Labourd, le royaume de (Basse)-Navarre, la ville de Bayonne, la principauté féodale de Gramont ».
La Révolution française ayant totalement refondu le système d'administration de la France, les trois provinces (augmentées de villes et villages du Bas-Adour) sont d'abord devenus des districts : celui d'Ustaritz pour le Labourd, celui de Saint-Palais pour la Basse-Navarre, celui de Mauléon pour la Soule. Ces districts sont réunis à trois districts béarnais pour former le nouveau département des Basses-Pyrénées. Au gré des modifications ultérieures du découpage interne du département, les provinces basques ont cessé d'exister dans l'ordre administratif. Un mouvement très actif depuis les dernières décennies du XXe siècle, milite pour la constitution d'un « département Pays basque » dont le territoire serait celui du Pays basque nord (voir à ce sujet l'article Batera).

### Paysages

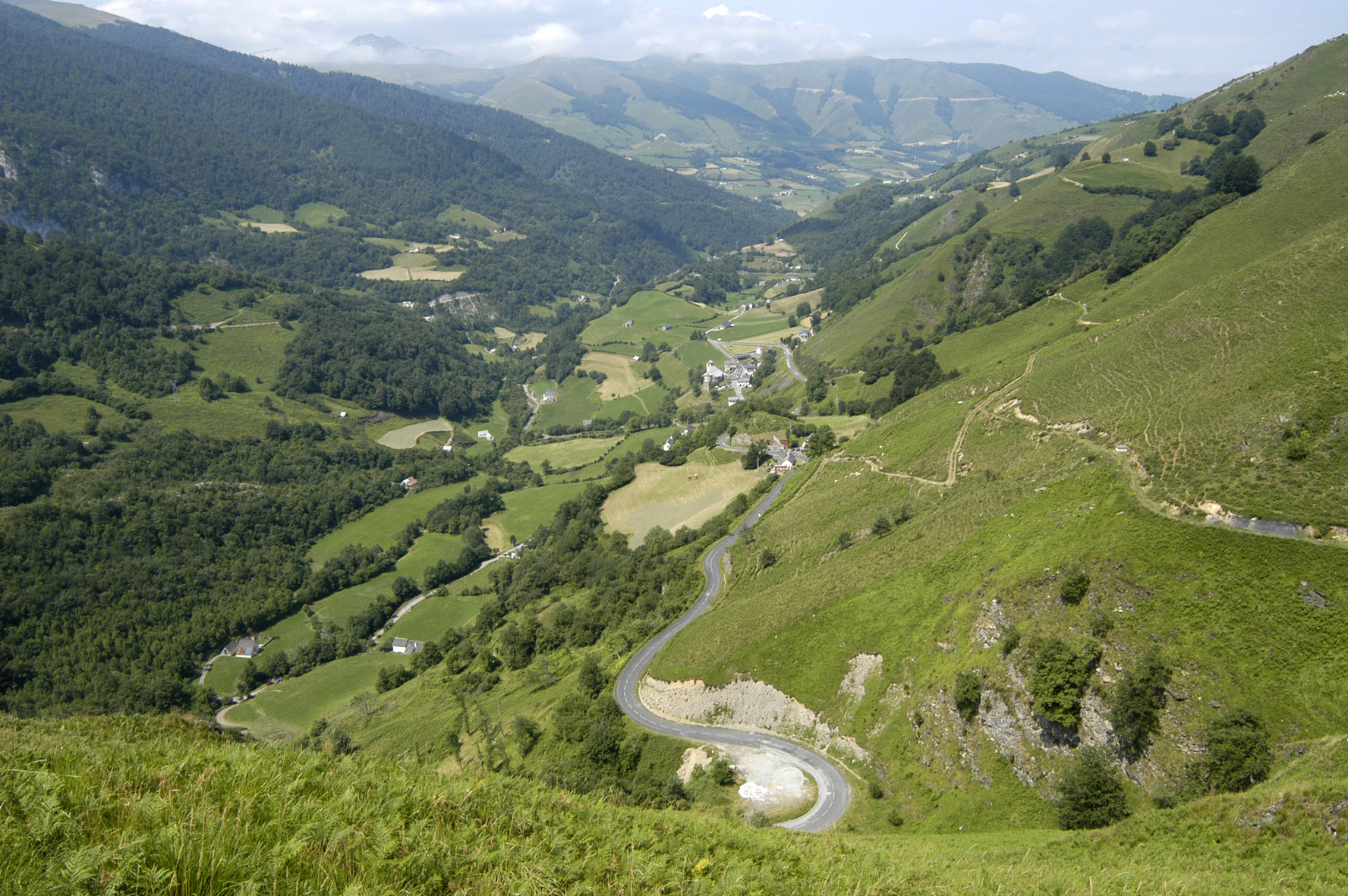
Paysage pyrénéen à Sainte-Engrâce dans la Soule.

Trois provinces se partagent la côte basque : le Labourd côté français et le Guipuscoa et la Biscaye côté espagnol. La région est très marquée par l'influence maritime et Bilbao et Bayonne en sont les deux villes rayonnantes. La côte basque commence au sud de l'Adour avec des plages de sable fin qui correspondent au prolongement de la côte landaise. À Anglet, à la chambre d'Amour, les longues plages se terminent et laissent la place à des falaises de 30 à 50 m de hauteur et à des petites plages enfoncées dans des criques. Cette formation rocheuse provient du massif pyrénéen qui rencontre le golfe de Gascogne au niveau de la frontière franco-espagnole (pointe Sainte Anne, cap du Figuier). Les formations géologiques sont très hétérogènes le long de la côte. On rencontre du grès calcaire à la pointe Saint-Martin, des marnes bleues sur la côte des basques, ou du flysh vers Bidart, dans la baie de Loya, à Hendaye ou à Zumaia. La côte est alors très découpée et change inexorablement avec l'érosion des pluies et de la mer. Au milieu de ces falaises, on trouve des plages étroites, assez rares et parfois composées de galets et des estuaires qui sont devenus les lieux privilégiés d'urbanisme.
On observe une différence nette entre la côte basque française et la costa vasca (côte basque espagnole). L'expansion de l'urbanisme est importante côté français à cause notamment du tourisme grandissant. Environ 5 % de la côte est libre de construction[réf. nécessaire]. Côté espagnol, la côte est plus préservée et moins urbanisée.

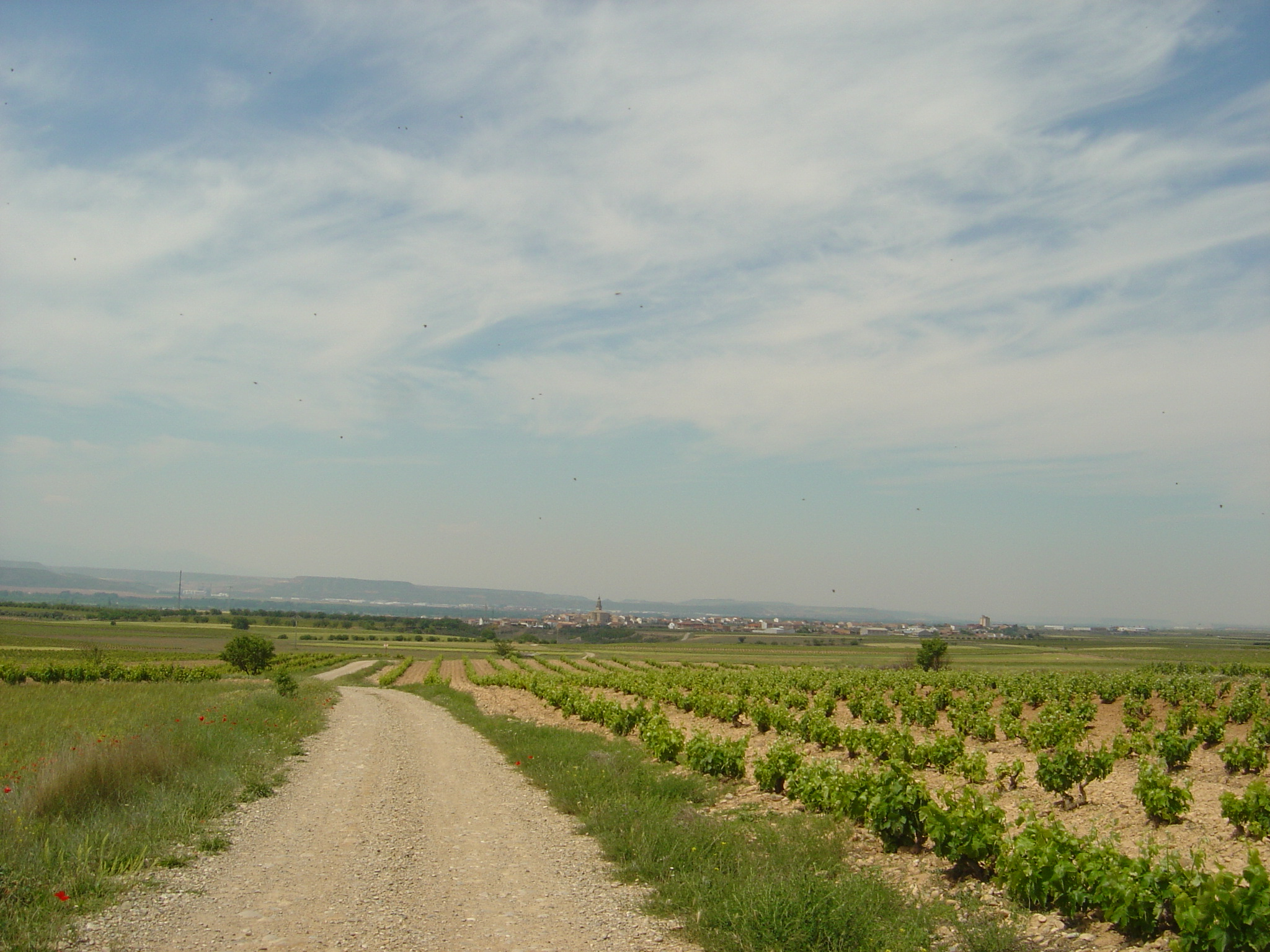
La plaine de l'Èbre à Mendavia, en Ribera de Navarre

La montagne domine tout le reste du territoire basque avec des hauteurs dépassant 400 m sur plus de la moitié du pays. Ce sont les Pyrénées qui sont dans le centre du Pays basque et coupent ce dernier en deux, formant la frontière entre la France et l'Espagne. Le point culminant des Pyrénées basques est la Table des Trois Rois (Hiru Errege Mahaia) à 2 421 m suivi par les pics d'Ezkaurre (2 047 m) et d'Arlas (2 044 m). À l'est, les Pyrénées sont élevées et parsemées de forêts et de pâturages d'altitude avec des vallées assez profondes. À l'ouest, la chaîne pyrénéenne est plus calme et forme des plateaux herbeux et des sommets arrondis jusqu'à la mer. Au nord du massif, en Iparralde, les collines vertes dominent jusqu'à l'Adour. On y trouve des prairies, des bois et des champs cultivés de maïs. Au-dessus de l'Adour se forme une plaine alluviale marécageuse appelée les barthes. Au sud de la chaîne axiale, en Navarre, les Pyrénées sont présentes tout le long de la frontière et se prolongent jusqu'à la côte basque espagnole avec des vallées plus vertes et moins étroites. À l'ouest, dans la communauté autonome basque, on trouve la cordillère Cantabrique qui se prolonge vers Bilbao. Elle est formée d'une succession de massifs : le massif d'Aralar, d'Urbasa et d'Andia. Enfin, vers l'Èbre, les plateaux disparaissent au profit d'une grande vallée.

### Climat
Le climat du Pays basque est varié et fortement influencé par l'océan Atlantique. Le littoral bénéficie de l'influence du Gulf Stream, qui donne un climat tempéré océanique et des températures douces. La température annuelle moyenne est de 13 °C. Les vents dominants sont orientés d'ouest en est et amènent des précipitations régulières en hiver. Au sud, en Espagne, des vents du sud appelés localement haize hegoa permettent de réchauffer tout le pays. Les étés restent doux grâce à l'océan. Les pluies sont assez abondantes et tombent très rapidement sous forme d'orages ce qui donne une végétation riche et verte même en été. Vers le sud du Pays basque en Espagne, le climat devient plutôt méditerranéen voire presque continental avec des hivers secs et froids et une végétation plus steppique.

### Faune et flore
La faune est très variée sur ce vaste territoire. Les oiseaux sont très présents sur le littoral. On retrouve l'hirondelle de rochers qui niche dans les falaises, l'océanite tempête qui est un oiseau devenu rare, ou le tournepierre à collier que l'on trouve très fréquemment sur les plages et les rochers. Le cormoran, le goéland, la mouette et l'huîtrier pie sont des oiseaux qui fréquentent les côtes basques. C'est aussi un lieu d'hivernage pour le macareux moine, le guillemot de Troïl et le pingouin torda. La montagne est le refuge de nombreux rapaces comme le milan noir, la buse variable ou le vautour fauve.
Des mammifères sont familiers du Pays basque. Autrefois, l'ours brun peuplait les montagnes. Maintenant, on trouve des cerfs, des sangliers, des pottoks (prononcé pottiok), des renards. De nombreux lapins de garenne font le bonheur des chasseurs de la région.
La flore du Pays basque est variée et différente suivant l'altitude et le climat. Sur le littoral, la flore est adaptée aux conditions maritimes de vent et de sel. On y trouve de la lande et de la prairie maritime avec des ajoncs, de la bruyère, de la sérapia langue et du crithme marin. Sur la côte espagnole, les dunes sont fixées grâce à des plantations de pins maritimes, des tamaris et de l'eucalyptus. Le paysage de collines est dominé par des prairies herbeuses et de la lande. En paysage montagnard, on trouve essentiellement des forêts de chênes et de hêtres. Arbailles et Iraty sont les plus grandes forêts de hêtres d'Europe. Au-dessus de 1 800 m, la lande reprend le relais ainsi que les pâturages d'estive. On y retrouve le rhododendron et la myrtille.

## Histoire

### Préhistoire

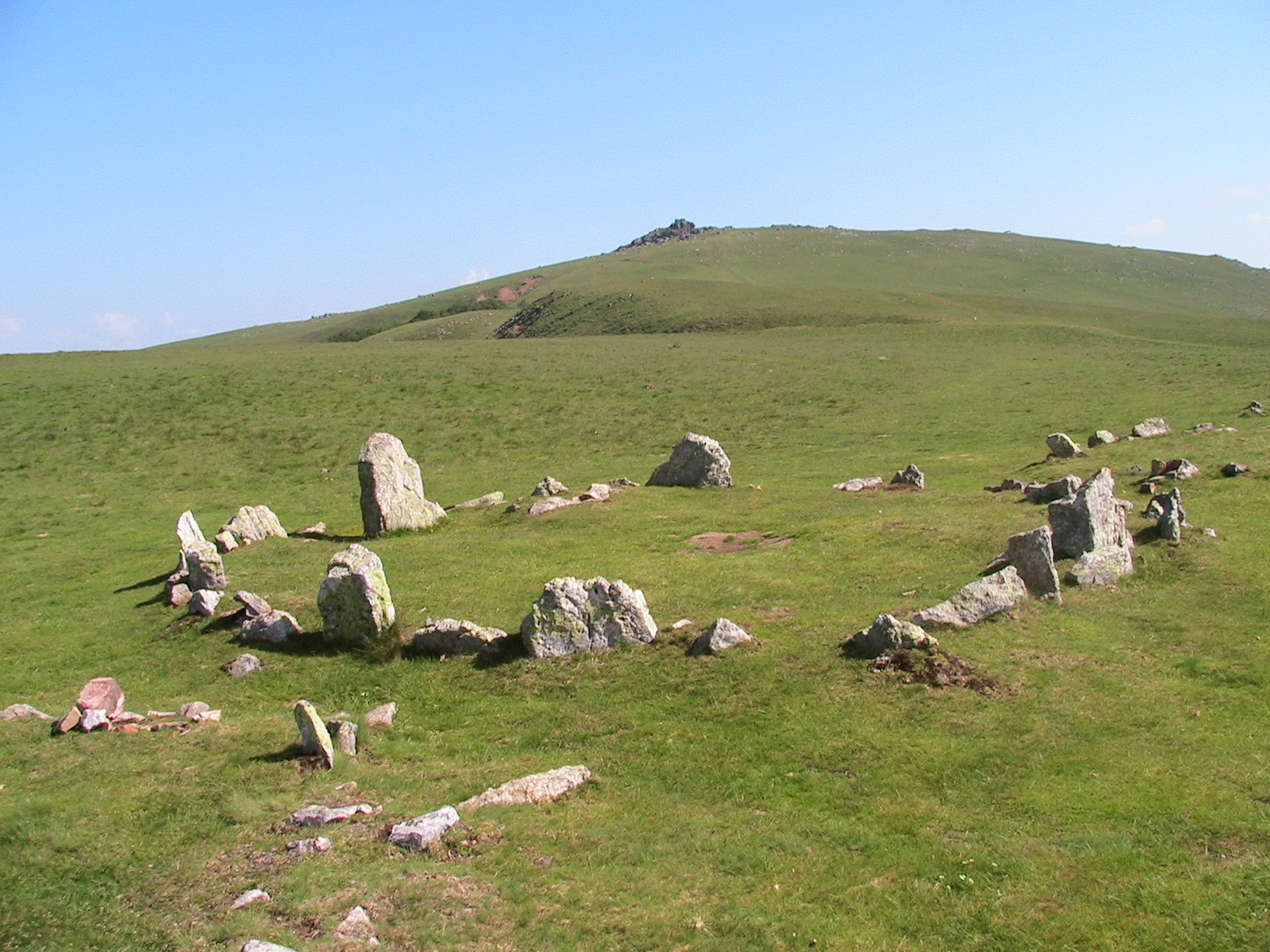
Restes préhistoriques à Okabe au SE de Saint-Jean-Pied-de-Port.

L'histoire du Pays basque commence à la préhistoire tels en témoignent les objets retrouvés dans les grottes d'Isturitz et d'Oxocelhaya et de très anciennes sépultures, mais rien ne permet de dire que ce sont alors des « Basques » : on a affaire à des prédécesseurs.
Comme pour le reste du territoire français ou de la péninsule Ibérique, les populations présentes dans cette région sont caractérisées par l'arrivée au néolithique d'agriculteurs venus d'Anatolie qui se sont mélangés avec la population locale de chasseurs-cueilleurs. Le territoire ne se distingue donc en rien de l'Ouest de la France, il voit environ 2.000 avant notre ère le remplacement de 40 % des ancêtres présents et de près de 100 % de ses chromosomes Y par des personnes d'ascendance steppique. Ces études montrent que durant l'âge du fer, l'ascendance steppique s'est répandue non seulement dans les régions parlant des langues indo-européennes, mais aussi dans les régions de langues non indo-européennes. L'haplogroupe R-DF27, un sous clade de R-M269 haplogroupe très présent parmi les populations celtiques, atteint 74 % chez les ancêtres des Basques. Il s'est étendu dans la péninsule Ibérique principalement entre 3 500 et 3 000 ans, soit à l'Âge du Bronze moyen.

### Antiquité
D'une manière générale, les études génétiques révèlent que les Basques actuels sont mieux décrits comme étant une population typique de l'âge du fer sans les adjonctions qui ont ensuite affecté le reste de la péninsule Ibérique. Les ancêtres des Basques représentent un isolement récent avec des goulots d'étranglement de l'ADN-Y après les mouvements de population de l'âge du fer à l'époque romaine.

#### Avant Rome
Jules César, dans ses Commentaires sur la Guerre des Gaules, remarque que ce qu'il cartographie lui-même sous le terme de « Gaule aquitaine », est composé de peuples aux us & coutumes plus proches des Ibères que des Celtes (au Nord : Gaulois et Belges, respectivement répartis dans ce qu'il nomme « Gaule celtique » — grosso modo future Gaule lyonnaise — et Gaule belgique ; sans parler au Sud des Celtes d'Ibérie — Bérons, Vaccéens... — ainsi que des Celtibères).
Il pourrait s'agir d'Ibères résiduels, voire en partie réfugiés, à la suite de la conquête romaine de la péninsule Ibérique sous le coup des guerres puniques. Car on sait que l'aire aquitaine, aquitanique, aquitanienne ou encore vasconique, correspond à une région où l'on parle alors des langues proto-basques : c'est probablement une seule et même variété de langues, que parlent les peuples recensés par Rome.
S'ils conservèrent leurs parlers malgré la romanisation, c'est parce qu'une partie d'entre eux s'allie avec l'Urbs pendant la guerre des Gaules. Naturellement, entourés des Celtes gaulois, des Celtes d'Ibérie et des Celtibères, ils en connaissent des influences au moins matérielles et techniques.

#### Romanisation
Les historiens romains relatent l'existence de nombreuses tribus différentes des Celtes ou des Gaulois : Autrigons, Caristes, Vardules, Bérones, Vascons et Aquitains. Ces derniers collaborent sans doute pleinement avec les Romains. Au Moyen Âge, les Romains sont supplantés par les Wisigoths qui ont envahi toute la péninsule et les Francs qui se trouvent au nord des Pyrénées. Au milieu se forme le territoire des Vascons. Ils ne se soumettent pas au roi des Francs et n'hésitent pas à piller les villages au sud comme au nord. La particularité basque d'une société indépendante et très égalitaire apparaît alors à cette période.[réf. nécessaire]
Au VIIIe siècle, l'invasion musulmane provenant du sud prend le territoire des Basques. Se forme alors le royaume de Pampelune, prélude du royaume de Navarre. Charlemagne, à la suite de sa déconvenue à Saragosse, met à sac la ville de Pampelune et détruit ses murailles. En 778 eut lieu la Bataille de Roncevaux, où, pour se venger, les Vascons attaquèrent l'arrière-garde de l'armée franque de Charlemagne, privant ainsi de sa protection la constitution d'une zone d'influence carolingienne dans la vallée de l'Èbre, similaire aux marches hispaniques de Catalogne. Cette bataille donna naissance à la fameuse Chanson de Roland.

#### Reflux des langues vasconiques
Bien que les Wisigoths ne purent jamais dominer le territoire de l'actuel pays basque, c'est durant cette première féodalité que refluèrent les parlers proto-basques de l'ensemble de la Vasconie, sous le coup des guerres avec les Francs puis des Maures,,.

Le royaume de Navarre en l'an 1000

### Du Moyen Âge à la Révolution française
Au IXe siècle, c'est le début de la reconquête des terres prises par les musulmans (Reconquista) et le Pays basque fut alternativement partie du royaume de Navarre et du royaume de Castille. Des conflits existaient entre les commerçants du Pays basque espagnol et les commerçants de Bayonne. C'est aussi le moment de la mise en place des fueros (fors). En Espagne, il s'agit d'une charte accordant aux populations des privilèges et des libertés et issue d'une synthèse entre les lois romaines et wisigothes. Elles sont conclues entre le roi et une vallée, une ville ou un village. Dans les provinces basques, il s'agit au contraire d'un texte que le seigneur jure de respecter pour obtenir l'obéissance de son peuple. Les députés des provinces basques y mettent par écrit les libertés et les franchises que le peuple basque veut conserver.
La province de Navarre sera la plus prospère sous le règne de Sanche le Grand au XIe siècle s'étendant sur une partie de l'Aquitaine au nord et en Aragon à l'est. Au XIIe siècle, elle éclate mais chaque province conserve son système de fueros. La Soule et le Labourd qui reviennent à l'Aquitaine tombent sous domination anglaise avec le mariage d'Aliénor d'Aquitaine et du roi d'Angleterre. Et durant la guerre de Cent Ans, le Pays basque est écartelé entre la France et l'Angleterre.
En 1521, la Navarre fut envahie par les troupes espagnoles et son territoire au sud des Pyrénées fut annexé à l'Espagne, moyennant promesse royale de respecter les fors de Navarre. Le royaume de Navarre sous domination de la Maison de Foix se réduisait alors aux territoires au nord des Pyrénées. En 1659 est signé le traité des Pyrénées à Hendaye qui marque le rapprochement de l'Espagne et de la France, et la reconnaissance implicite de la frontière au Pays basque, qui sépare donc définitivement en deux parties la Navarre.
Pendant ce temps, les Basques participèrent à une lucrative chasse à la baleine qui les emmena jusqu'aux terres inconnues de l'actuelle Terre-Neuve. De nombreux marins et explorateurs sont issus des territoires basques. La toponymie basque à l'embouchure du Saint-Laurent représente quelques dizaines de noms reconnus, surtout à Terre-Neuve. Par exemple, en Gaspésie nous trouvons « Barachois », l'« Ile aux Basques » face à la ville de Trois-Pistoles. Dans la baie de Sept-Îles, on trouve les îles « Île Grande Basque » et « Île Petite Basque », près d'Escoumins « L'anse aux Basques », du côté de Charlevoix « Lac du Basque » et « L'anse du Chafaud aux Basques ». À ces noms-là, on peut ajouter : Orignac, Orignal, originaires du nom basque orein qui signifie cerf. En outre, certains chercheurs, utilisent les commentaires de Koldo Mitxelena, faits en 1961, qui mentionnaient que le nom de Gaspé est d'origine basque gerizpe/kerizpe ce qui signifie sous l'abri.

### LeXIXesiècle
La Révolution française voit la réorganisation administrative complète du Pays basque français et la suppression des assemblées spécifiques des trois provinces du nord (Biltzar du Labourd, États de Navarre, Cour d'Ordre en Soule). Au sud, le pouvoir des fueros est contesté par des économistes qui y voient un frein au développement économique. Lors d'une guerre de succession entre Isabelle II d'Espagne et son oncle Don Carlos, les avis sont partagés sur les fueros entre ces deux héritiers du trône. C'est la première puis la seconde guerre carliste entre 1833-1839 puis 1872-1876 qui déchirent l'Espagne. Des guérillas des populations basques s’opposent aux armées des gouvernements libéraux espagnols. Mais en 1876, les fueros sont abolis par ordre du roi et le pouvoir central est affirmé.
La fin du XIXe siècle est marquée, côté espagnol, par la naissance du nationalisme basque. En 1895, le mouvement nationaliste basque, EAJ/PNV (Euzko Alderdi Jeltzalea - Partido Nacionalista Vasco, en castillan) ou EAJ-PNB (Parti Nationaliste Basque, en français), voit le jour et réclame le retour des fueros et l'autonomie des provinces basques. En 1930, des mouvements de gauche et du Front populaire émergent dans les deux pays[réf. nécessaire]. En 1931, la république est déclarée en Espagne et la droite prend le pouvoir.

### Le nationalisme auXXesiècle

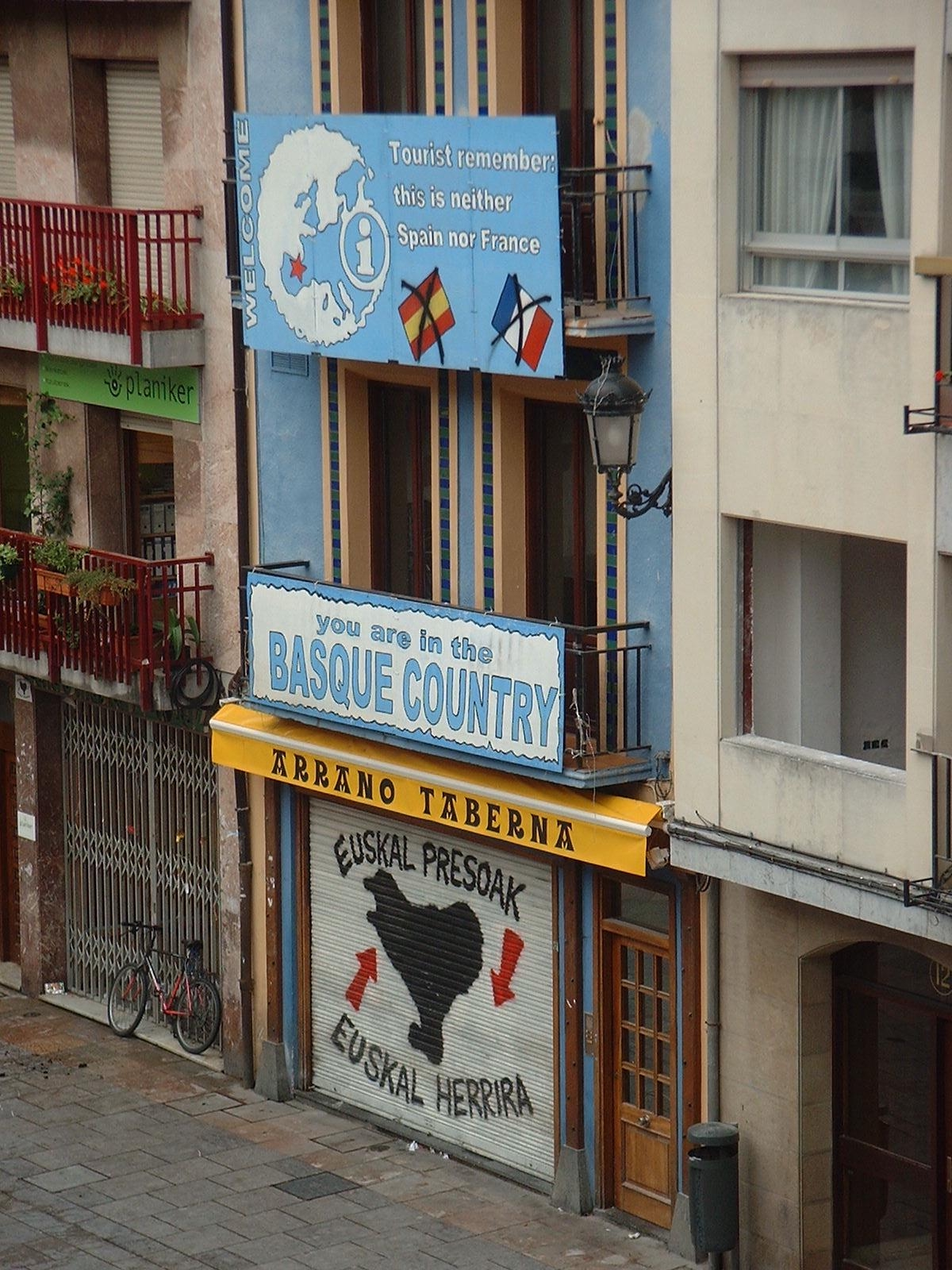
Affichage d'une revendication et expression du nationalisme basque (Zarautz, 2003).

En 1936, débute la guerre civile espagnole. Dès le lendemain du soulèvement militaire, en juillet 1936, EAJ-PNB, le Parti Nationaliste Basque, proclame son soutien au gouvernement légal républicain de Madrid. En remerciement, les républicains accordent un statut d'autonomie du Pays basque. La Navarre prise dès les premiers jours par le général Mola, et marquée par le Carlisme, soutient Franco tandis que la Biscaye et le Guipuscoa où le Parti nationaliste basque (EAJ-PNB) est puissant, soutiennent le pouvoir républicain en place. Franco attaque le Pays basque en 1937 et le bombardement de Guernica (immortalisé par un célèbre tableau de Picasso) fait de nombreuses victimes civiles. Le gouvernement autonome présidé par José Antonio Aguirre (EAJ-PNB) s'exile à Bayonne lorsque Bilbao est prise en juin 1937. De nombreux exilés rejoignent la partie française du Pays basque. Il ne fallut d'ailleurs pas attendre 1939 qui marque la victoire définitive de Franco pour que commence la répression franquiste.
La résistance basque rejoint les territoires du nord et en plus d'EAJ-PNB, deux mouvements se forment : ETA (Euskadi ta Askatasuna) en 1959 au sud, vite influencé par les idées révolutionnaires marxistes, et Enbata en 1963 au nord. Les mouvements se radicalisent et appellent à la violence. C'est le début du terrorisme. Paradoxalement, l'avènement de la démocratie en Espagne en 1977 n'a pas pour conséquence de faire baisser le nombre des attentats. Au contraire, le bilan de ceux-ci et des séquestrations d'entrepreneurs et de personnalités publiques s'alourdit fortement. Après l'arrivée de Juan Carlos au pouvoir, des concessions sont ainsi accordées par le gouvernement espagnol sans satisfaire les organisations révolutionnaires qui veulent un peuple basque libre et socialiste. En 1979, le statut de la communauté autonome basque est signé par les provinces sauf la Navarre. Depuis, des institutions basques (parlement, gouvernement, système éducatif, radio-TV) sont mises en place. Le 20 octobre 2011, l'ETA annonce l'arrêt définitif de ses activités armées. Le bilan de ces années de terrorisme est de près de 850 morts

## Économie

### Monnaie basque

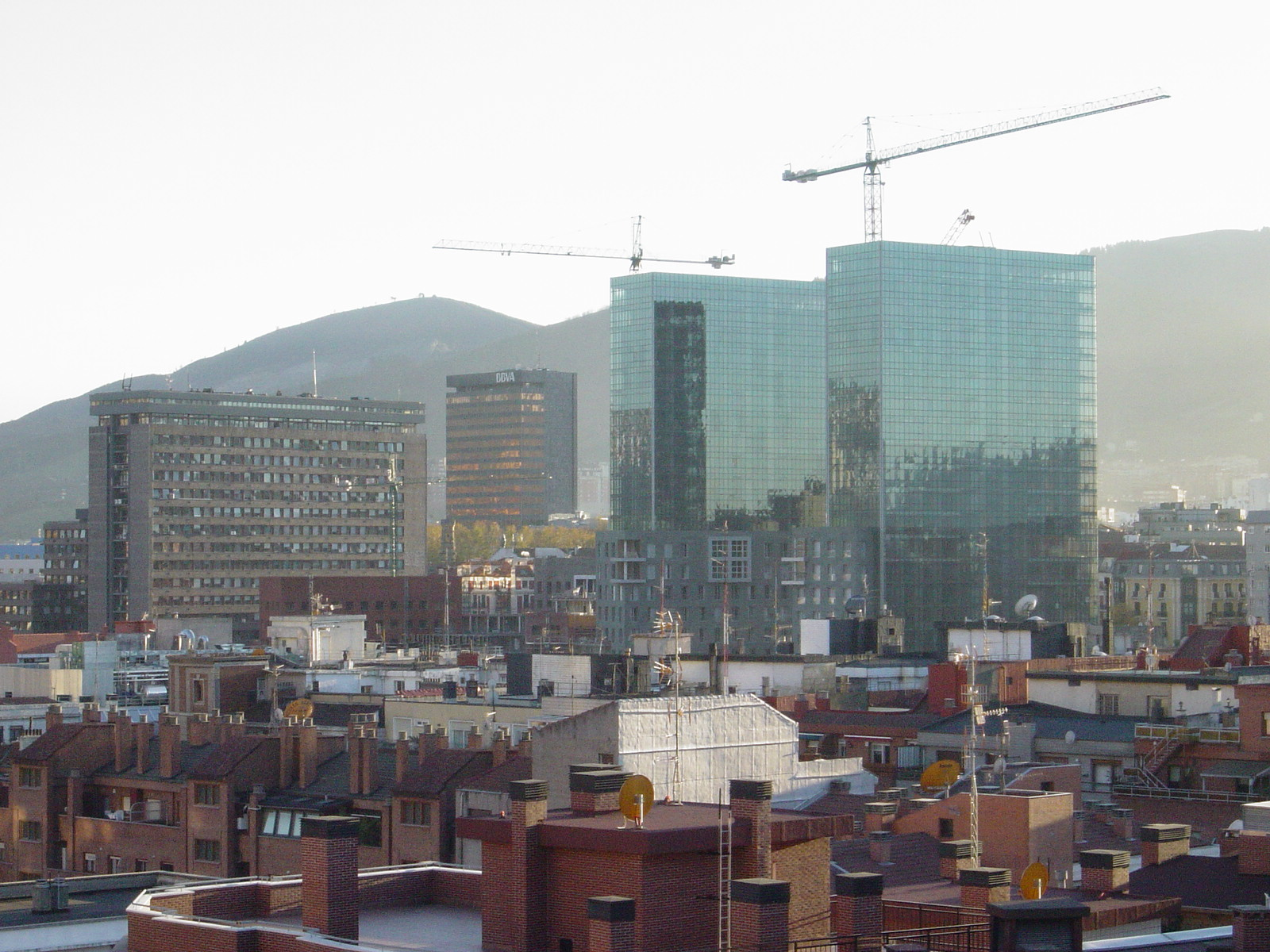
Le centre financier de Bilbao.

Le gouvernement du Pays basque Sud (Hegoalde) de 1937 a émis sa monnaie. Il avait également son passeport, son armée, etc. José Antonio Aguirre était le lehendakari (président). Les quatre provinces basques de Biscaye, du Guipuscoa, de Navarre et d'Alava se déclarèrent autonomes le 8 octobre 1936. Ce régime s’acheva le 18 juin 1937.
Elle commença à être frappée durant la troisième guerre carliste à Paris et Bruxelles. Les dernières monnaies autochtones sont celles frappées par le gouvernement basque en 1937 en Belgique, où l'on a fabriqué 7 millions de pièces de 1 Peseta (nickel, Ø 22 mm, tête de la liberté) et 6 million de pièces de 2 Pesetas (nickel, Ø 26 mm). Pour d'autres raisons, en 1937, on a frappé à Guernica, 50 000 pièces d'une peseta pour le conseil des Asturies et León. La même année, à Bilbao, 80 000 pièces de cinquante centimes et 100 000 pièces d'une peseta ont été frappées pour le conseil de Santander, Palencia et Burgos.
Le 2 juin 1782 se crée la banque de San Carlos qui émet pour la première fois des billets signés et numérotés à la main en mars 1783. Les séries les mieux accueillies à Madrid sont celles de 200, 500 et 1 000 réaux.
Au Pays basque, la banco de Bilbao est la première a émettre, en 1857, des billets pour une valeur de 3 millions de réals et, en 1863, suit la banque de San Sébastian (Donosti en euskara) qui émet pour une valeur de 6 millions de réals. En 1864, les banques de Pampelune (Iruñea en euskara) et Vitoria-Gasteiz émettent respectivement pour 1,3 million de réals et 4,1 millions de réals. Ces trois dernières banques fusionnent avec la banque d'Espagne en 1874, à l'intérieur de laquelle celle de Bilbao continue son activité commerciale en reprenant ses billets.
Durant la seconde guerre carliste, on émet à Bayonne, des bons du trésor de la Real Hacienda, avec la formule : « remboursable comme dette préférable pour le trésor public » dans les cinq premières années de la pacification du royaume.
Durant la dernière guerre civile et au reste du nord de l'Espagne et isolée de la zone républicaine, la junte de défense de Biscaye dispose de l'émission de talons, émission ratifiée par le gouvernement d'Euskadi (décret du 21 octobre 1936). En 1937, sont émis des billets de 5, 10, 25, 50, 100, 500 et 1 000 pesetas qui présentent le même endroit mais différents motifs pour les revers. Quelques exemplaires portent en violet le sceau du gouvernement d'Euskadi. Existent aussi des sceaux de couleur rouge pour la délégation de Hacienda du gouvernement d'Euskadi en Catalogne.
Ci-dessous des billets de banque émis par la Banco de Bilbao entre 1937 et 1939 pour le gouvernement d'Euskadi.
Note : tous ces billets ont un recto identique, seul le verso diffère.

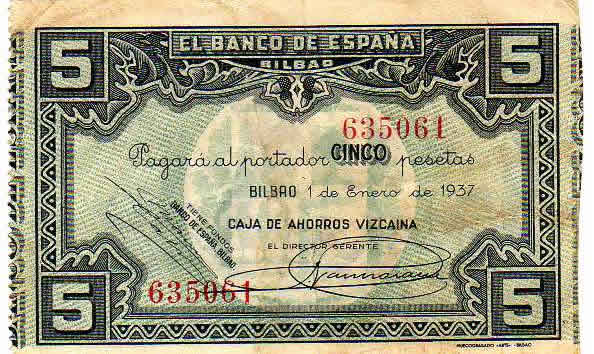
Recto 5 pesetas
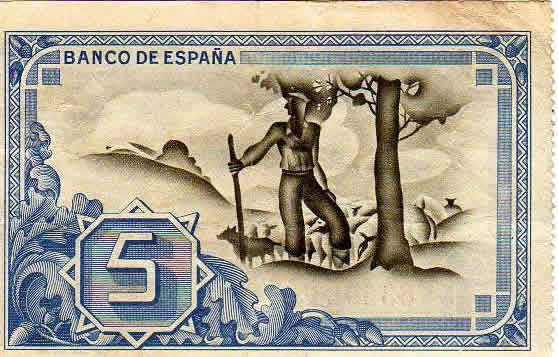
Verso 5 pesetas
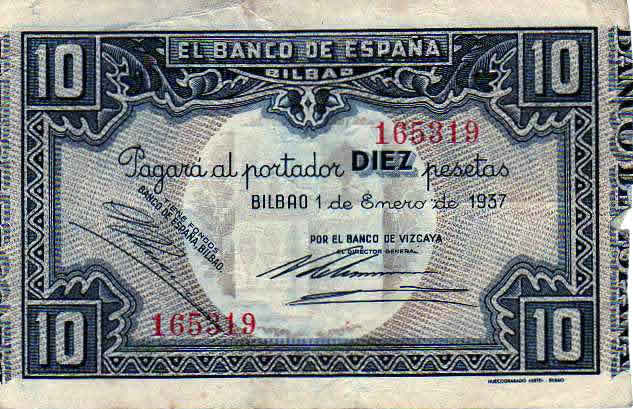
Recto 10 pesetas
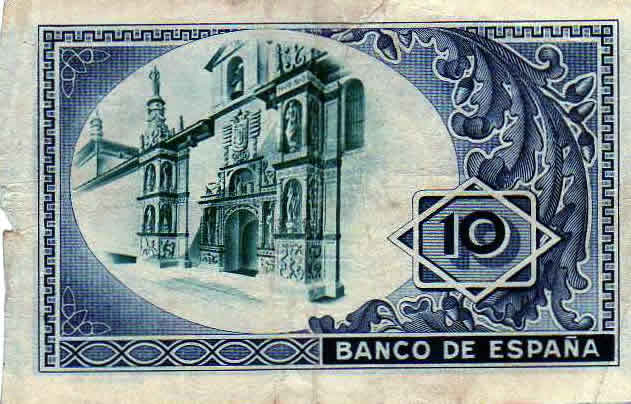
Verso 10 pesetas
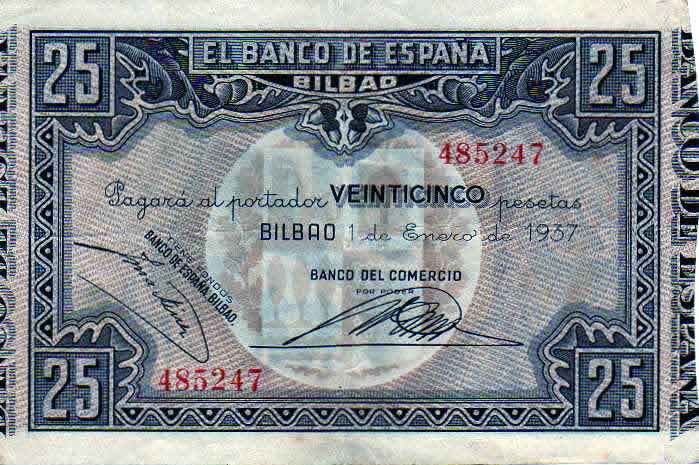
Recto 25 pesetas
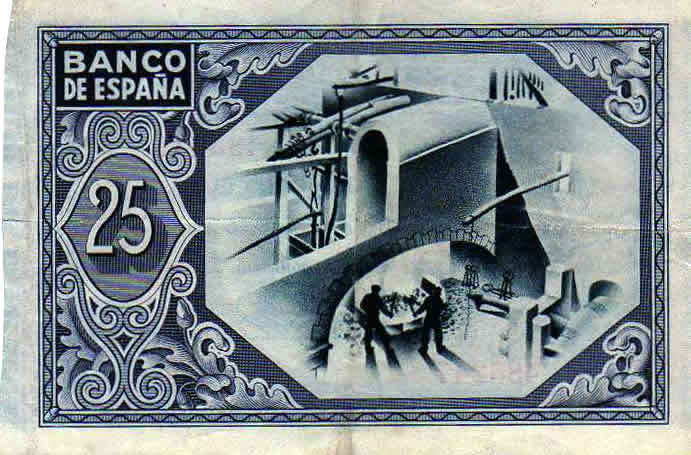
Verso 25 pesetas
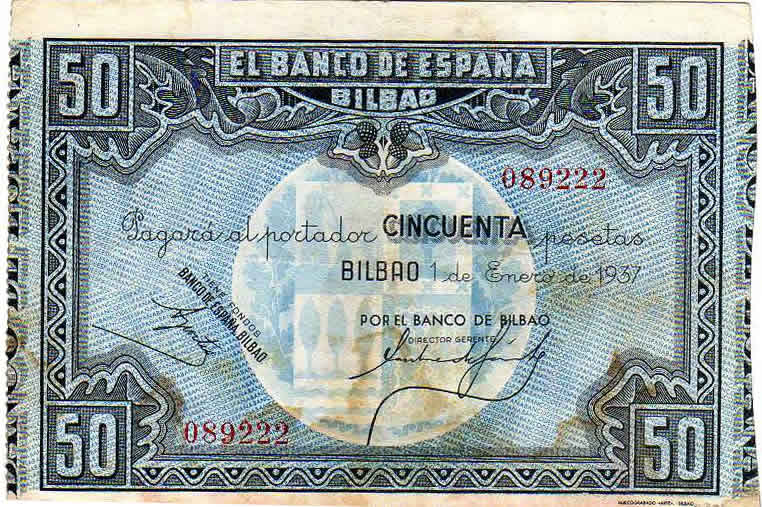
Recto 50 pesetas
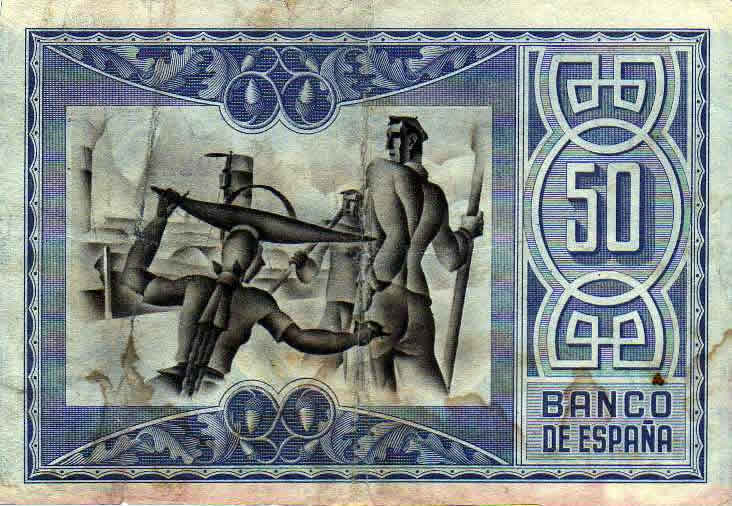
Verso 50 pesetas
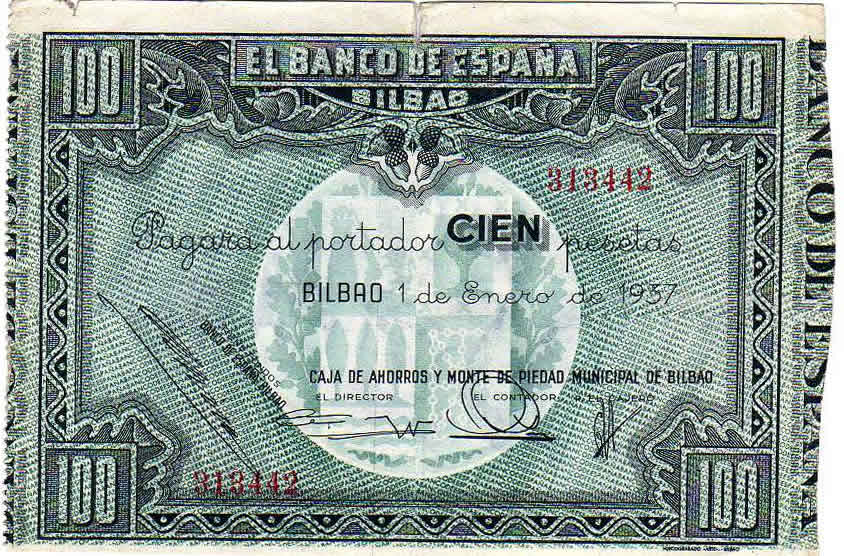
Recto 100 pesetas
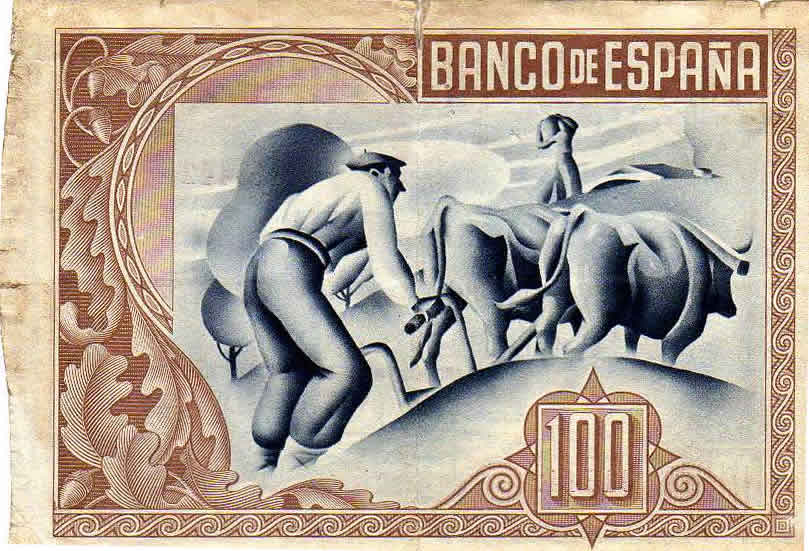
Verso 100 pesetas

### Tourisme

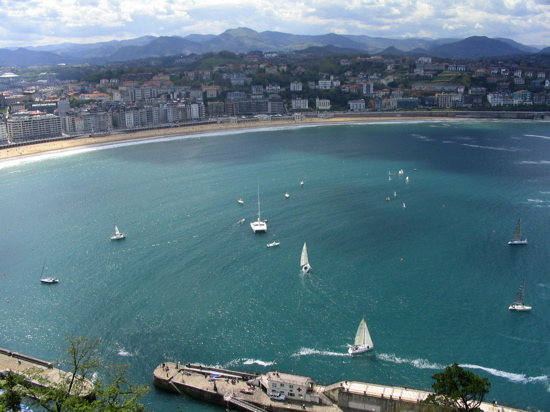
Baie de Saint-Sébastien dans le Pays basque.

Le tourisme est la principale économie du Pays basque surtout pour la partie nord. Il représente 20 % du PIB pour le Pays basque français tandis que l'industrie réduit cette proportion à 4 % au Pays basque espagnol. Le tourisme est apparu au XIXe siècle avec l'arrivée des premiers touristes à Biarritz venant goûter aux bains marins. De nombreuses personnes célèbres comme Eugénie l'épouse de Napoléon III, le roi Édouard VII d'Angleterre, Edmond Rostand et bien d'autres vedettes se rendront dans le Pays basque afin de profiter des bienfaits de la mer et du thermalisme. Côté espagnol, la ville de Saint-Sébastien attire le plus grand nombre de touristes. Bilbao tire aussi son épingle du jeu avec notamment son musée Guggenheim. La renommée de Saint-Sébastien vient des premiers souverains espagnols puis des riches Espagnols qui allaient en vacances dans cette belle ville côtière. Enfin, les fêtes de San Fermin, qui se déroulent au mois de juillet à Pampelune, sont considérées comme l'une des plus grandes fêtes du monde, et attire plus de 2 millions de personnes chaque année.
L'attrait du Pays basque s'explique aussi par son climat clément en été, mais aussi sa culture, ses traditions et son patrimoine. De nombreuses activités et de nombreux loisirs attirent les touristes. La nature permet de pratiquer la chasse et la pêche mais aussi les sports d'eau vive sur la Nive à Bidarray, la randonnée et le VTT.

### Pêche
La pêche est une activité économique très présente en Pays basque comme en témoignent les nombreux ports que l'on y trouve. Autrefois, les Basques pêchaient activement la baleine dont on extrayait de nombreux produits dérivés comme le savon et l'huile. Mais, avec la raréfaction des baleines et l'interdiction de sa chasse, les Basques se tournent vers la pêche à la morue au XIXe siècle. Le port de Saint-Jean-de-Luz est typique et permet de retrouver toute l'ambiance d'un port basque. Son activité fut essentiellement tournée vers la sardine et le thon malgré les rivalités avec les pêcheurs bretons sur ces produits.
Au XXe siècle, des rivalités opposent les pêcheurs espagnols aux pêcheurs français qui détériorent les conditions de travail. De plus la réglementation européenne et la raréfaction des ressources provoquent une crise importante dans la profession. Les pêcheurs s'organisent alors en coopératives puis modifient leurs zones de pêche en se déplaçant vers les côtes africaines. Les bateaux-usines se développent pour permettre de réaliser de plus grandes campagnes de pêche. Il existe tout de même un fossé entre les pêcheurs français et espagnols car ces derniers pêchent beaucoup plus que les pêcheurs du Pays basque français.

### Industrie basque

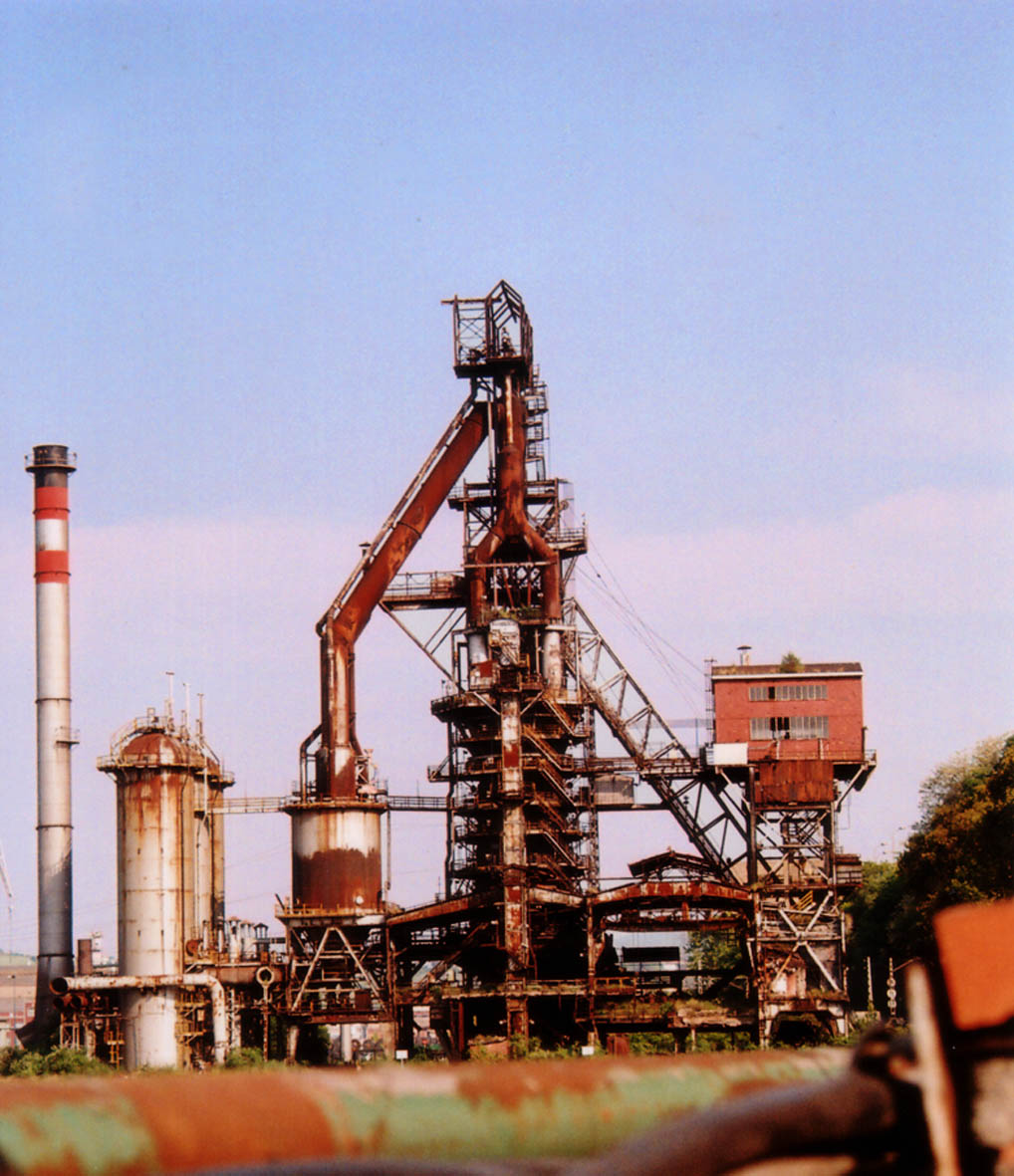
Haut fourneau de Bizkaia à Sestao Gran Bilbao.

Les plus grosses industries se situent autour du pôle Bayonne-Anglet-Biarritz côté Nord. Le port de Bayonne est très dynamique et assure les livraisons de soufre et du pétrole de Lacq vers l'extérieur. Il est aussi la plate-forme européenne de distribution des véhicules Ford et General Motors fabriqués en Espagne et au Portugal. Enfin, on retrouve à Anglet l'usine de Dassault Aviation et le technopôle Izarbel à Bidart.
Quelques industries sont issues directement de l'artisanat du Moyen Âge comme la tannerie du cuir à Hasparren, l'espadrille à Mauléon, le linge de table et les textiles dans le Pays basque français.
À Saint-Jean-de-Luz se trouvent au moins trois entreprises mondialement connues : la marque Quiksilver, le groupe Olano et le groupe médical B. Braun. S'y trouve aussi une grande clinique des yeux, première en Aquitaine, travaillant en collaboration avec celle de Toulouse.
Au sud regroupe les mines de fer de Biscaye qui assurent 10 % de la production mondiale et la sidérurgie à Bilbao. Côté financier, Bilbao et BBVA se sont unis afin de créer la deuxième place financière de l'Espagne.
Au sud, l'ameublement et le travail du bois au Guipuscoa et en Biscaye sont très présents.
Aujourd’hui, la Communauté autonome basque fait partie des dix régions dont le niveau d’industrialisation et le niveau de richesse sont les plus élevés d’Europe, aux côtés de la Bavière, du Bade-Wurtemberg, de la Lombardie et de la Haute-Autriche. En juin 2007, le taux de chômage atteignait le niveau record de 3,4 % et le taux de croissance du PIB 4,2 %. Après avoir traversé une grave crise économique et sociale pendant les années 1980, la Communauté autonome basque (ou Euskadi) a opéré un redressement économique spectaculaire.
Avec un PIB par habitant supérieur à la moyenne de l'Union européenne (indice 140 en 2007 contre 109 en Espagne - 111 en France), le Pays basque est devenu en 2007 la région la plus riche d’Espagne devant la Communauté de Madrid (indice 139 en 2007). C'est la première fois qu'une Communauté autonome dépasse la région capitale qui s'était toujours, logiquement, imposée comme la plus riche du pays.
Le centre financier du Pays basque est Bilbao, siège de la Bourse de Bilbao et des banques comme BBVA, et caisse d'épargne Bilbao Bizkaia Kutxa (BBK).

### Agriculture
Le Pays basque est une région fortement rurale pour 90 % de son territoire. Le maïs domine les cultures agricoles du Pays basque français et les Pyrénées-Atlantiques sont le deuxième département au niveau national en termes de production de maïs. Mais, la production est fortement concurrentielle et subit des baisses du cours. Certains producteurs préfèrent se tourner vers des productions plus rustiques et de qualité comme le piment d'Espelette, la cerise noire d'Itxassou, les pommes à cidre ou les produits biologiques.
L'agriculture connaît un regain comme nulle part ailleurs en France. Elle représente désormais 6 % de l'activité locale contre 3 % pour le reste du pays, devenant ainsi le premier pôle économique de la région. Et 21 % des exploitations sont gérées par des paysans de moins de 35 ans, contre 15 % pour le reste de l'Hexagone. Compte tenu du relief très vallonné qui ne favorise pas la culture maraîchère, les trois quarts des 5 000 fermes se consacrent à l'élevage ovin : 2 000 d'entre elles possèdent le label AOC et 500 le label bio. « Les petites fermes et les petites collectivités assurent toute la chaîne de production, culture, transformation et vente, explique Michel Bidegain, conseiller à l'agriculture basque. Nous parions sur le marché de produits du terroir et de haute qualité ». Parmi ces productions désormais très valorisées, le piment d'Espelette qui commence à trouver sa place sur les tables des plus grands chefs et dans les épiceries de luxe. Le jambon Quintoa, lui, s'exporte en Asie et attend son appellation AOC. En 2013, un autre label estampillé « Pays basque », viendra confirmer le dynamisme régional. « Il permettra, en outre, de développer et atteindre des nouveaux marchés, des consommateurs toujours plus soucieux de produits authentiques », relève Jean-Baptiste Etcheto.
Le vin était très présent dans tout le Pays basque, seuls quelques terroirs demeurent aujourd'hui comme le vin d'Irouléguy les vins de la Rioja, de Navarre et le txakoli autour de Getaria. Quelques cultures d'oliviers sont visibles dans le bassin de l'Èbre. La Navarre est aussi une région de maraîchage.
Les régions montagneuses sont propices à l'élevage pour la production de fromage. Le Pays basque est notamment réputé pour la diversité des fromages de brebis, tant du côté nord que du côté sud avec des appellations protégées telle que l'ossau-iraty, le Roncal ou l'Idiazabal.
Outre un grand nombre de petits producteurs artisanaux, de grands groupes industriels sont installés notamment en Pays basque français telle que Lactalis (fromagerie Pyrénéfrom à Larceveau produisant le fromage Istara ou le Petit Basque) ou le groupe Bongrain (fromagerie des Chaumes à Mauléon avec l'Etorki). Parmi les races ovines typiques de la région, l'on trouve la manech tête noire, la manech tête rousse ou encore la basco-béarnaise.

## Culture basque

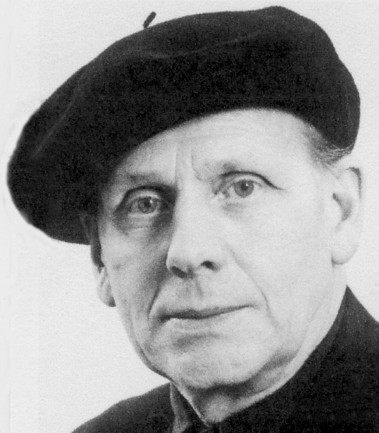

Les Aquitains (comme les Gascons), les Vardules, les Autrigons, les Caristes et surtout les Vascons sont à l'origine de la culture basque actuelle qui au cours des siècles, a subi d'innombrables influences mais dont la langue ainsi que certaines coutumes sont les fondements. De nos jours, la culture basque vit un véritable renouveau.
Chaque province du Pays basque possède ses propres particularités culturelles.

### Identité basque
L'identité basque est, comme d'autres, complexe et différente selon les individus. Elle s'avère « à géométrie variable » selon le lieu et le concept d'appartenance. L'influence navarraise, française ou espagnole est, selon occurrence, très marquée. Le sentiment d'avoir une, deux, voire trois identités différentes est très répandu dans la population, sans que cela apparaisse aux intéressés comme contradictoire. En Alava, par exemple, où seulement un quart de la population est bascophone, 79 % se considèrent « basques », la langue étant un facteur identitaire parmi d'autres.

### Langue basque

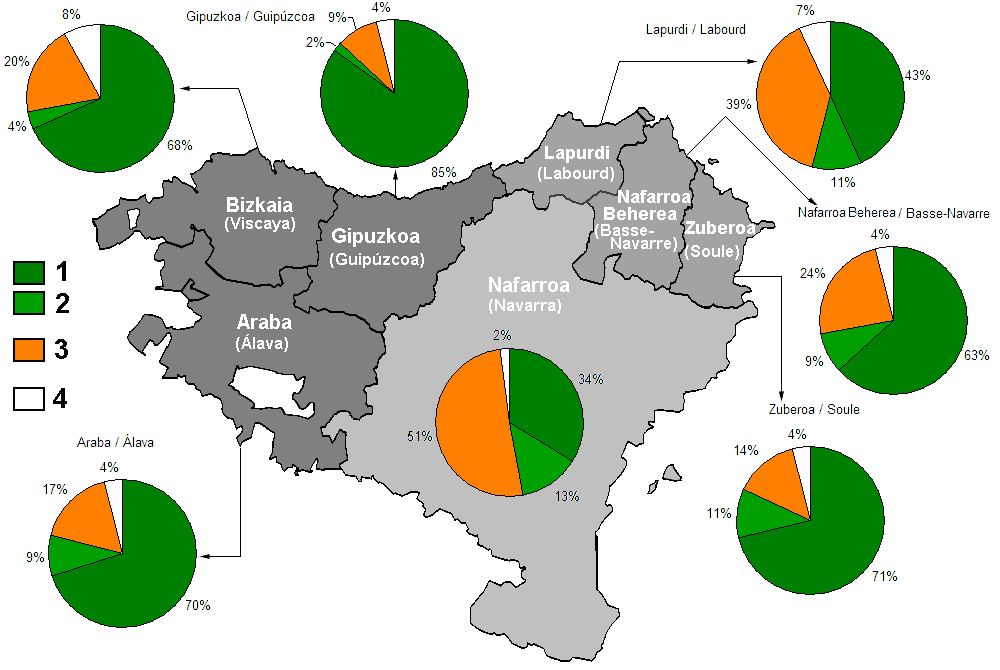
Distribution de la population d’après l’identité culturelle : « Vous considérez-vous basque ? - Vert: Oui; - Vert pâle : Dans une certaine mesure; - Orange : Non; - Blanc : Ne sait pas / Ne répond pas ».

La langue basque, ou euskara est une des composantes importantes de la culture basque. C'est une langue vivante, qui est parlée par plus de 1 063 700 personnes, soit 26 % des habitants. En 2010, seulement 22,9 % des habitants du Pays basque ayant accès à Internet à la maison utilisaient la langue basque sur Internet. On peut présumer de son origine au paléolithique supérieur si l'on se réfère aux récentes recherches génétiques et scientifiques, combinées à la linguistique qui démontrent que les Basques d'aujourd'hui sont les descendants les plus fidèles d'un groupe humain qui vivait dans le Pays basque actuel durant cette période et qui survécut à la dernière glaciation. On retrouve pourtant des similarités grammaticales et lexicales avec de nombreuses langues de contrées lointaines (Caucase, Inde dravidienne, Sibérie) mais aucun lien d'échanges linguistiques avec la langue basque n'a encore été prouvé. En revanche la structure grammaticale du basque le distingue fortement de toutes les langues indo-européennes, ce qui lui vaut sa réputation de complexité.
Le basque utilise la déclinaison. Tous les groupes de mots d'une phrase se déclinent et leur terminaison est différente suivant leur rôle dans la phrase. Ces rôles ne coïncident pas partout avec les catégories grammaticales des langues indo-européennes, comme « sujet » et « complément d'objet direct » (le basque est une langue ergative). De plus, le basque est une langue agglutinante, c’est-à-dire que l'on peut cumuler plusieurs suffixes pour obtenir nuances et combinaisons de sens. Pour la conjugaison enfin, la forme du verbe dépend non seulement du temps, du mode et de la personne du sujet, mais elle peut aussi dépendre du complément d'objet direct, de la personne du complément d'attribution, et même des statuts respectifs de la personne qui parle et de celle à qui elle s'adresse (prolongement du tutoiement / vouvoiement).
Dans la communauté autonome basque et le nord de la Communauté forale de Navarre, la langue basque est officielle avec l'espagnol, avec respectivement 99,4 % des enfants qui sont scolarisés dans une école où le basque est enseigné et 41,4 % en Navarre. Les médias aussi favorisent son expansion et son utilisation. En France, la langue est considérée comme une langue minoritaire et seules des associations locales militent pour la sauvegarde et la transmission de la langue. Ces associations locales ont œuvré à la fondation et font vivre des « ikastolak » (écoles basques) dans lesquelles la totalité ou presque de l'enseignement est dispensé en langue basque. Ces ikastola, peu nombreuses, scolarisent les enfants de la maternelle au lycée. Tout comme les écoles confessionnelles, elles ont un statut d'écoles privées sous contrat avec l'État Français, et, à ce titre, bénéficient de financements d'État. De même, les enseignants et personnels de ces établissements sont rémunérés par l'État. Il existe aussi de nombreux établissements scolaires publics qui dispensent un enseignement bilingue (basque/français) de la maternelle au lycée, toutefois, seuls 21,7 % des enfants du Pays basque nord (France) sont scolarisés dans une école basque dont les écoles maternelles représentent plus de 35,5 % du total pour l'année scolaire 2004-2005.

### Fêtes basques

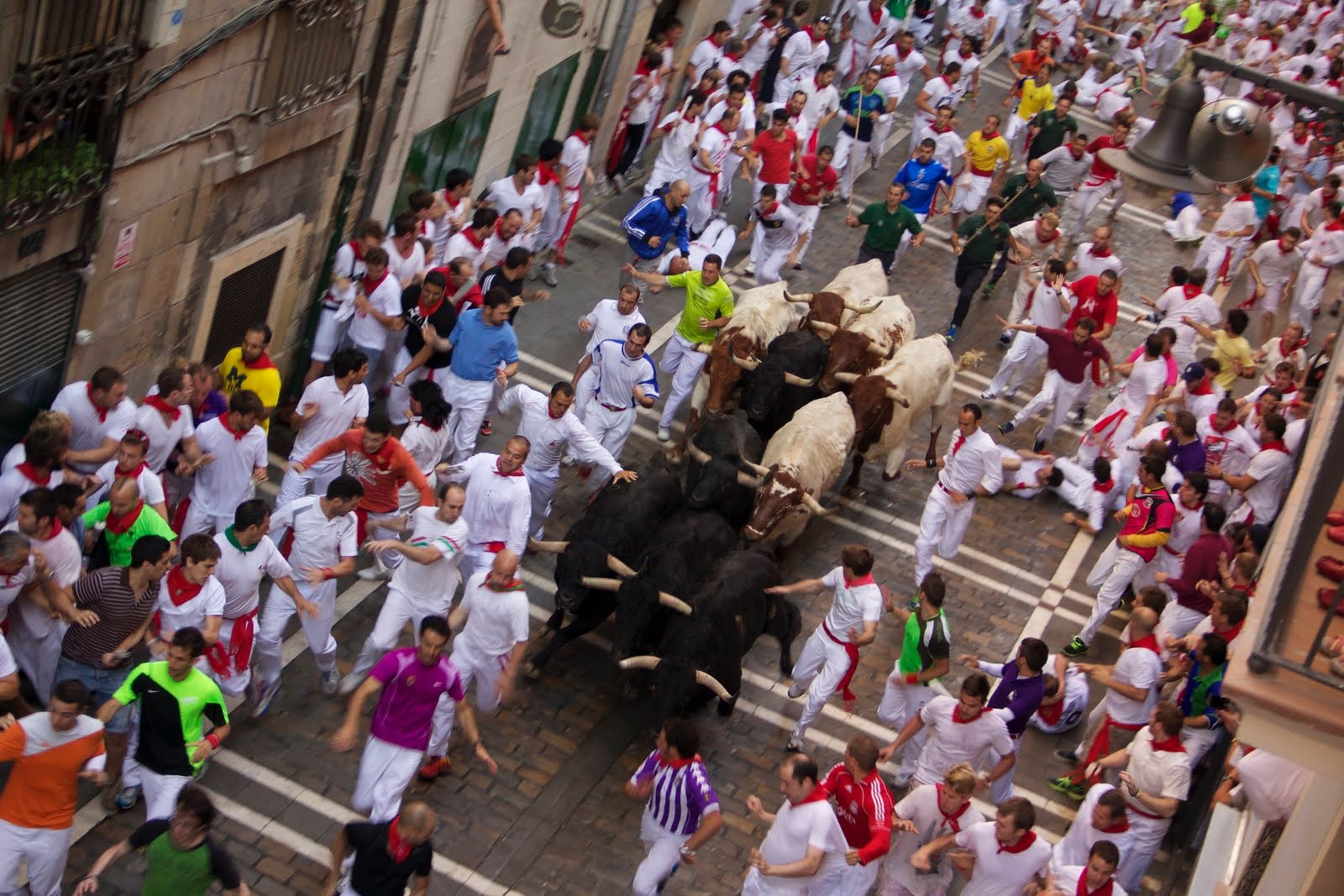
Encierro, fêtes de San Fermín à Pampelune.

Le Pays basque est connu pour ses fêtes et festivals qui se déroulent toute l'année. Cette particularité peut s'expliquer par la vie autrefois rurale des habitants du Pays basque, par le catholicisme et aussi par un renouveau traditionnel encouragé par le tourisme important de la région.
La Soule est notamment réputée pour sa pastorale, représentation théâtrale. Elle est organisée chaque année par un village différent.
Il existe une communauté basque aux États-Unis (près de 100 000 personnes), essentiellement regroupée dans les États de la Californie, le Nevada et l'Idaho. La ville d'Elko dans l'État du Nevada organise chaque mois de juillet un festival basque (National Basque Festival) avec des danses traditionnelles, des spécialités culinaires, des courses de taureaux et des épreuves de force. D'autres festivals tels que celui de Boise dans l'Idaho sont également réputés. Il existe aussi une fête basque à Saint-Pierre-et-Miquelon, car des familles de pêcheurs basques sont venues s'y établir.
Par ailleurs, la plus grande concentration de Basques se situe en Argentine (près de 3 millions et demi de personnes soit 10 % de la population totale du pays), qui organise chaque année, la Semana Nacional Vasca (la Semaine Nationale Basque). 30 % de la population chilienne porte un nom de famille basque et 30 % de la population uruguayenne a des origines basques.
Le Parlement de la Communauté autonome basque adopte la date du 25 octobre comme « Jour du Pays basque » (« Euskadi Eguna » ou « Día de Euskadi »), commémorant ainsi le Statut de Gernika approuvé par référendum le 25 octobre 1979. Ce premier jour férié sera fêté en 2011.

### Gastronomie
Grâce à sa pêche traditionnelle on trouve sur les marchés du Pays basque et dans les poissonneries une très grande variété de produits de la mer (thons, sardines, anchois, dorades, soles, merlus, louvines, chipirons, palourdes, crabes, araignées de mer, etc.) et aussi des poissons d'eau douce (truites, saumons, anguilles, pibales, etc.). Avec une agriculture traditionnelle faite de petites exploitations, un climat et une géographie exceptionnels, le Pays basque dispose d’un large éventail de produits du terroir (fromages, agneau, porcs, piments, vins, cidres…). Cependant, des influences gasconnes se font sentir du côté de la France tandis qu'au sud on retrouve des influences espagnoles avec l'huile d'olive, la tomate et les poivrons, la cuisine ne connaissant pas les frontières administratives.
Dans la culture basque les sociétés gastronomiques ont toujours joué un rôle primordial. Lieux de rencontre, les sociétés gastronomiques sont des associations de village, de quartier, ou socioprofessionnelles qui allient les différentes structures de la culture basque (la langue basque, les danses et les chants basques, les sports basques, et bien sûr la gastronomie basque). La réputation légendaire des Basques pour les défis et les concours fit le reste. Toutes les fêtes et rassemblements populaires sont prétextes à des concours de cuisine, entre quartiers, villages, villes, sociétés gastronomiques ou entre amis. C’est ainsi que les tapas et pintxos (véritables plats traditionnels en miniatures) se sont développés. Dans les bars de Donostia (Saint-Sébastien) comme dans tout le Pays basque on rivalise d’ingéniosité pour créer les meilleures tapas et gagner les différents concours.
La cuisine basque utilise des produits de la mer comme le thon rouge frit servi avec une piperade (compote de tomates, de piments doux et d'oignons) dans la recette de la marmitako. La morue est cuisinée à la Biscaye avec des tomates et des poivrons. D'autres spécialités à base de poissons sont cuisinées dans le Pays basque : le merlu koxkera, la daurade d'Oihartzun, le ttoro (soupe de poisson spécialité de Saint-Jean-de-Luz), les chipirons (nom local des encornets cuisinés avec leur encre) et le txanguro qui est un crabe farci.
Le porc et l'agneau sont les viandes les plus consommées du Pays basque. Dans le Pays basque du sud, l'agneau est servi avec de la sauce basquaise et à Espelette on cuisine l'axoa qui est un plat à base de viande de veau ou d'agneau avec du piment d'Espelette. La viande de porc est du cochon-pie qui a été élevé en semi-liberté et nourri de glands. Le poulet est consommé à la basquaise c'est-à-dire avec une sauce à base de tomates.
Contrairement à l'erreur commise par bien des personnes, il ne faut pas confondre la sauce basquaise avec la piperade (sauce basquaise additionnée d'œufs)
Le fromage basque est un fromage de brebis frais au lait cru. Trois appellations contrôlées distinguent les fromages basques : l'ossau-iraty, le roncal et l'idiazabal. Le jambon dit « de Bayonne » est en réalité basco-béarnais et fabriqué à partir de porcs du Pays basque Nord et des vallées d'Ossau et d'Aspe. Ce jambon était historiquement salé grâce au sel de Salies-de-Béarn puis exporté via l'Adour depuis le port de Bayonne d'où l'appellation jambon de Bayonne qui perdure aujourd'hui. Le porc, et en particulier le porc noir, a été réintroduit dans le Pays basque dans les années 1960 pour faire face à une grave crise agricole. Le foehn, vent sec de cette région, permet lors du séchage de faire pénétrer le sel à l'intérieur du jambon. Enfin, moins connus, les chichons, sorte de rillons et la ventrèche (xingar ou chingar), poitrine séchée et pimentée sont aussi des spécialités locales.
Côté alcool, quatre appellations existent dans le Pays basque : le vin d'Irouléguy appellation du Pays basque nord, le vin blanc de txakoli, les vins de la Rioja et les vins rouges de la région de Tudela, Tafalla et Estella. L'izarra et le patxaran sont des liqueurs basques.
Côté douceurs, les chocolats de Bayonne, de Saint-Sébastien et de Tolosa, les vasquitos et nesquitas de Vitoria, les macarons de Saint-Jean-de-Luz, les goxuas, sortes de baba au rhum à la crème patissière et au caramel, et le fameux gâteau Basque, originaire de Cambo-les-Bains.

### Cadre de vie basque
Au Pays basque les activités traditionnelles, force basque ou pelote basque, côtoient les activités plus contemporaines comme le golf (huit parcours) ou le surf, avec des spots célèbres tels que Belharra-Perdun et Mundaka. La pelote basque est un sport très ancien possédant de nombreuses spécialités avec autant de règles particulières. Le jeu de base se joue à main nue sur le fronton dont chaque village est équipé. La danse, le chant et la musique sont également des éléments traditionnels qui forgent la culture basque.
La maison basque ou etxe est typique et représentative du Pays basque. Mais, on observe des différences régionales comme en Labourd où la maison est asymétrique au niveau de sa toiture ou en Basse-Navarre ou en Soule. Elle servait à accueillir les hommes et les bêtes sous le même toit.